# Nicolas Flamel
Vous lisez un « article de qualité » labellisé en 2009.
« Pernelle Flamel » redirige ici. Pour l’article homophone, voir Pernelle.
Pour les articles homonymes, voir Nicolas et Flamel (homonymie).
| |  |  |
| Les deux visages de Nicolas Flamel : en pieux donateur tel qu'il s'était fait représenter en 1402 sur le portail de Sainte-Geneviève-des-Ardents (gravure de l’Histoire critique de Nicolas Flamel et de Pernelle sa femme de l'abbé Villain en 1761), et en alchimiste dans le portrait romantique de la Galerie historique des Célébrités populaires (1840) |  |  |

Nicolas Flamel (né vers 1330 ou 1340, peut-être à Pontoise – 22 mars 1418 à Paris) est un bourgeois parisien du XIVe siècle, écrivain public, copiste et libraire-juré.
Sa carrière prospère, son mariage avec Pernelle, une veuve ayant du bien, et ses spéculations immobilières lui assurèrent une fortune confortable, qu'il consacra, à la fin de sa vie, à des fondations et constructions pieuses. Cette fortune, que la rumeur amplifia, est à l'origine du mythe qui fit de lui un alchimiste ayant réussi dans la quête de la pierre philosophale permettant de transmuter les métaux en or. À cause de cette réputation, plusieurs traités alchimiques lui furent attribués, de la fin du XVe siècle au XVIIe siècle, le plus célèbre étant Le Livre des figures hiéroglyphiques paru en 1612. Ainsi, « le plus populaire des alchimistes français ne fit jamais d'alchimie ».

## Biographie

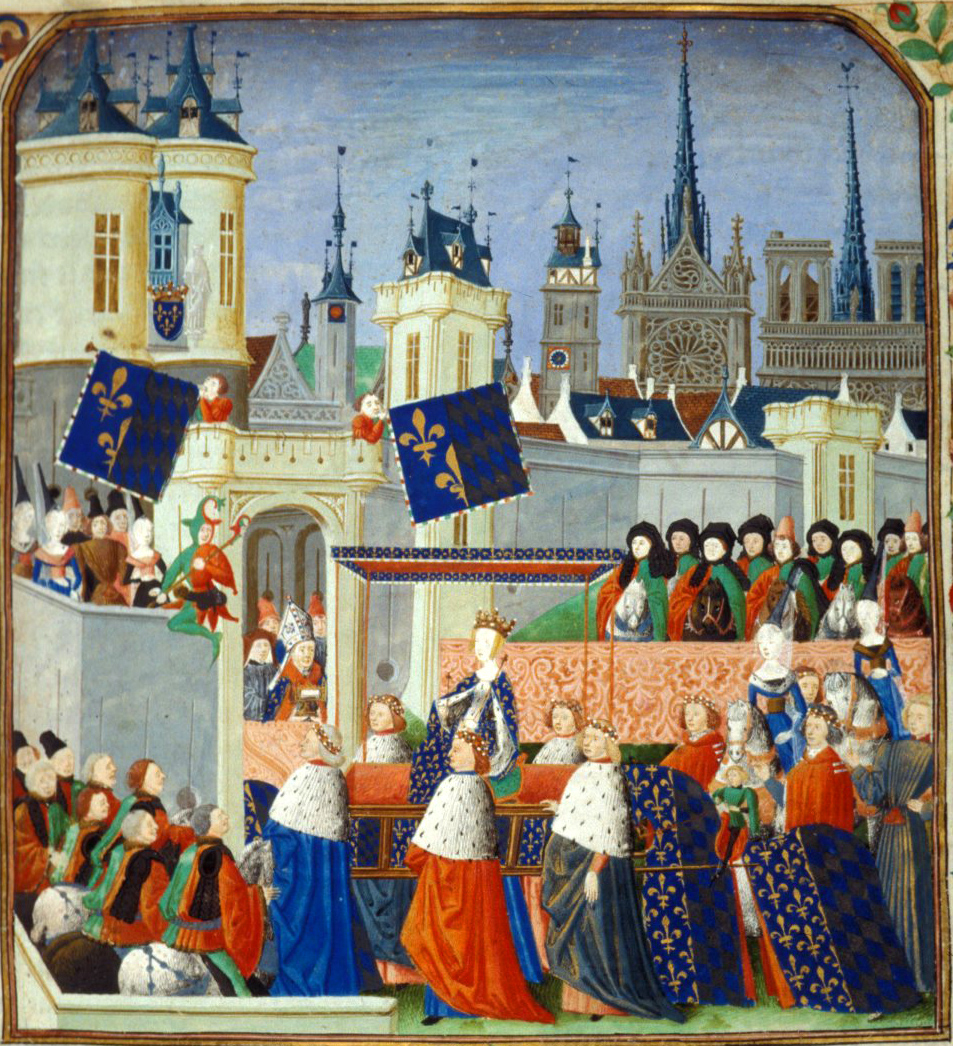
L'entrée de la reine Isabeau de Bavière à Paris en 1389, (manuscrit enluminé du XVe siècle, British Library).

Pour un personnage de l'époque n'appartenant pas à la noblesse, une documentation relativement importante existe sur Nicolas Flamel : les actes de la paroisse de Saint-Jacques-la-Boucherie, réunis au XVIIIe siècle, divers documents personnels de lui et de sa femme dont son testament, ainsi que des descriptions et des illustrations, postérieures à sa mort, des bâtiments et monuments religieux qu'il fit bâtir.

### Flamel écrivain-public et libraire-juré
Nicolas Flamel naquit vers 1340 (plutôt que vers 1330 comme souvent indiqué), peut-être à « Pontoise à sept lieues de Paris ». Il échappa dans sa jeunesse à la peste noire de 1348, qui emporta entre un tiers et la moitié de la population européenne. Sa vie s'écoula à Paris pendant la guerre de Cent Ans, de la bataille de Crécy en 1346 à celle d'Azincourt en 1415. Il dut assister en 1389, avec tous les bourgeois de Paris vêtus de rouge et vert, à l'entrée à Paris de la reine Isabeau de Bavière, et il vécut peu avant sa mort en 1418, les troubles parisiens de la guerre civile entre Armagnacs et Bourguignons et la révolte des Cabochiens (1413). À partir du XIIIe siècle, la fondation des universités mais aussi le développement de la littérature profane et de la lecture dans la noblesse et la haute-bourgeoisie entraîna la constitution d'ateliers laïcs de copie et d'enluminure, qui étaient jusqu'alors l'apanage des monastères. Ils se constituèrent dans les grandes villes, et tout particulièrement à Paris.

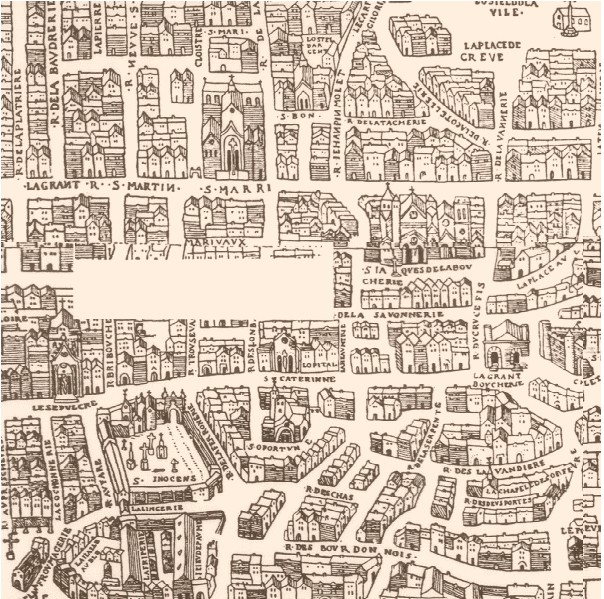
Le Paris de Nicolas Flamel, de sa maison au coin de la rue de Marivaux et de la rue des Écrivains au cimetière des Innocents - Plan de Truschet et Hoyau (1552) dit « plan de Bâle ».

Il commença à Paris une carrière de copiste et d'écrivain public, dans une petite échoppe adossée à l'église Saint-Jacques-la-Boucherie, dans la rue des Écrivains. Il était peut-être le frère aîné, ou un parent, de Jean Flamel, secrétaire et bibliothécaire du grand bibliophile Jean Ier de Berry (celui des Très Riches Heures du duc de Berry),. Il acheta par la suite une maison en face de l'échoppe, au coin de la rue des Écrivains et de la rue de Marivaux (renommée rue Nicolas-Flamel en 1851), dans laquelle il habita et installa son atelier, à l'enseigne de La fleur de Lys. Cette maison, décorée de gravures et d'inscriptions religieuses, et de la maxime « Chacun soit content de ses biens, Qui n'a souffisance il n'a riens », témoigne de l'aisance alors acquise par Flamel, sans que celle-ci, par comparaison avec d'autres demeures bourgeoises bien plus luxueuses de l'époque, semble avoir été exceptionnelle. La rue de Rivoli, bien plus large, recouvre aujourd'hui la rue des Écrivains, l'emplacement de la maison de Flamel et la majeure partie de l'église, dont il ne reste que la tour Saint-Jacques (construite au début du XVIe siècle, un siècle après la mort de Flamel).
Probablement après 1368, il devint libraire-juré (juré parce qu'il dut prêter serment à l'université de Paris), membre de la catégorie privilégiée des « libraires, parcheminiers, enlumineurs, écrivains et lieurs de livres, tous gens de métier appartenant aux diverses sciences et connus au Moyen Âge sous l'appellation générique de clercs. Ils dépendaient de l'Université et non de la juridiction du prévôt de Paris, comme les autres marchands ». Ils sont notamment exemptés en principe des tailles (impôts directs). Flamel essaya d'ailleurs en 1415 de faire valoir ce privilège pour éviter de payer une taxe.

### Nicolas et Pernelle

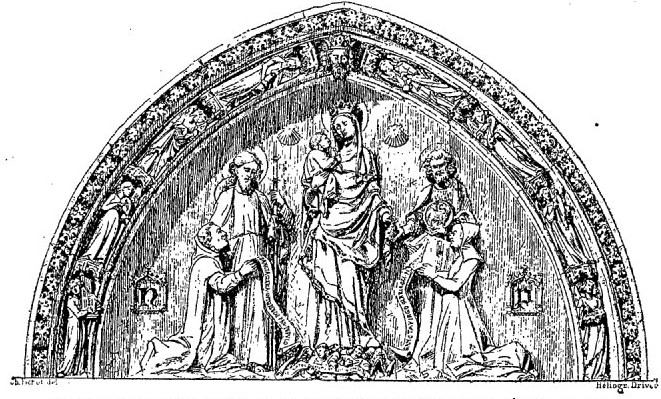
Portail de l'église Saint-Jacques-la-Boucherie, financé en 1389 par Nicolas Flamel, et sur lequel il s'était fait représenter avec son épouse.

Vers 1370, il épousa une femme deux fois veuve, Pernelle, et en 1372 ils se firent devant notaire un legs mutuel de leurs biens, don qui fut renouvelé à plusieurs reprises, et qui excluait de l'héritage de Pernelle sa sœur et les enfants de celle-ci. Eux-mêmes sans enfants, les deux époux Flamel commencèrent à financer des œuvres et constructions pieuses.
Afin de vider les fosses du cimetière des Innocents, les bourgeois de Paris firent construire tout autour, au XIVe siècle et XVe siècle des charniers où les ossements exhumés étaient entassés et mis à sécher, en hauteur, au-dessus d'arcades. En 1389, Nicolas Flamel fit construire et décorer l'une de ces arcades, du côté de la rue de la Lingerie, où se trouvaient également des échoppes d'écrivains publics. Y étaient gravés, autour d'un homme noir figurant la mort, les initiales de Nicolas Flamel en lettres gothiques, un poème et des inscriptions religieuses, « escriptures pour esmouvoir les gens à dévotion » selon Guillebert de Mets dans sa Description de Paris (1434). La même année, il finança la réfection du portail de Saint-Jacques-la-Boucherie, en s'y faisant représenter en prière avec sa femme, au pied de la Vierge Marie, de saint Jacques et de saint Jean.
Pernelle mourut en 1397. Juste avant sa mort, sa famille essaya de faire annuler le legs mutuel entre les époux. Il s'ensuivit un procès entre les héritiers de la sœur de Pernelle et Nicolas Flamel que ce dernier finit par gagner. Après la mort de son épouse, il continua à financer des constructions dévotes, et s'engagea dans des investissements immobiliers à Paris et dans les alentours.
En 1402, il fit reconstruire le portail de l'église Sainte-Geneviève-la-Petite, qui était située sur l’île de la Cité, le long de la rue Neuve-Notre-Dame, sur l’emplacement de l’actuel « parvis Notre-Dame - place Jean-Paul-II ». Elle fut appelée Sainte-Geneviève-des-Ardents à partir du début du XVIe siècle et détruite en 1747. Sa statue, en robe longue à capuchon, et avec l’écritoire, symbole de sa profession, fut placée dans une niche à côté du portail. En 1411, il finança une nouvelle chapelle de l’hôpital Saint-Gervais (qui était en face de l’église Saint-Gervais), et semble avoir contribué aux réfections des églises Saint-Côme et de Saint-Martin-des-Champs. En 1407, il fit élever un tombeau pour Pernelle au cimetière des Innocents, sur lequel il fit graver une épitaphe en vers.

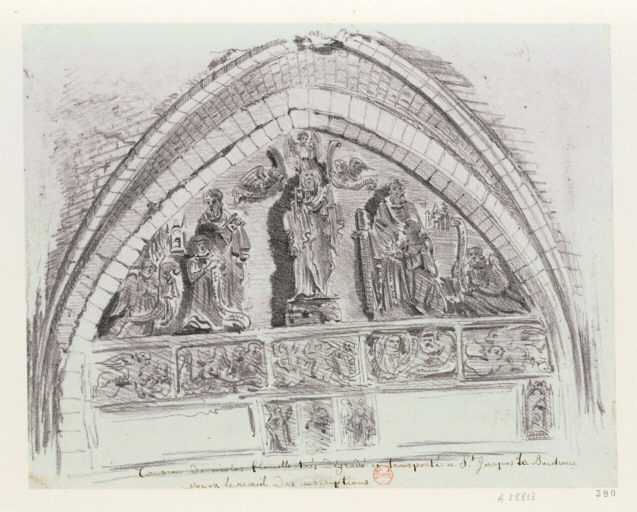
L'arcade du Petit charnier du cimetière des Innocents, bâtie par Nicolas Flamel en 1407 - dessin de Charles-Louis Bernier en 1786.

La même année, il fit construire une nouvelle arcade (celle qui allait principalement retenir l'attention des alchimistes), cette fois du côté du charnier de la rue Saint Denis, et la fit décorer de sculptures. Il y était à nouveau représenté avec sa femme, en prière au pied du Christ, de saint Pierre et de saint Paul, entourés d'anges, et avec ses initiales NF dans des écritoires. Au-dessous, se trouvait une frise de cinq bas-reliefs représentant diverses figures religieuses conventionnelles : un lion ailé, des anges, une scène de résurrection, deux dragons combattant, etc. Au-dessous encore, trois panneaux représentaient le Massacre des Innocents, qui avait donné son nom au cimetière. L'iconographie de ces sculptures est similaire à celle d'autres monuments funéraires du cimetière des Innocents. Ces constructions et ornementations étaient courantes à l'époque : en 1408, le duc de Berry fit sculpter sur le portail de l'église du cimetière le Dit des trois morts et des trois vifs et, en 1423-1424, il fit peindre la grande fresque de la Danse macabre, sur les arcades du charnier sud (le long de la rue de la Ferronnerie). En 1786, lors de la destruction complète du cimetière des Innocents, plusieurs dessins en furent réalisés par Charles-Louis Bernier (1755-1830), dont l'arcade de Flamel.

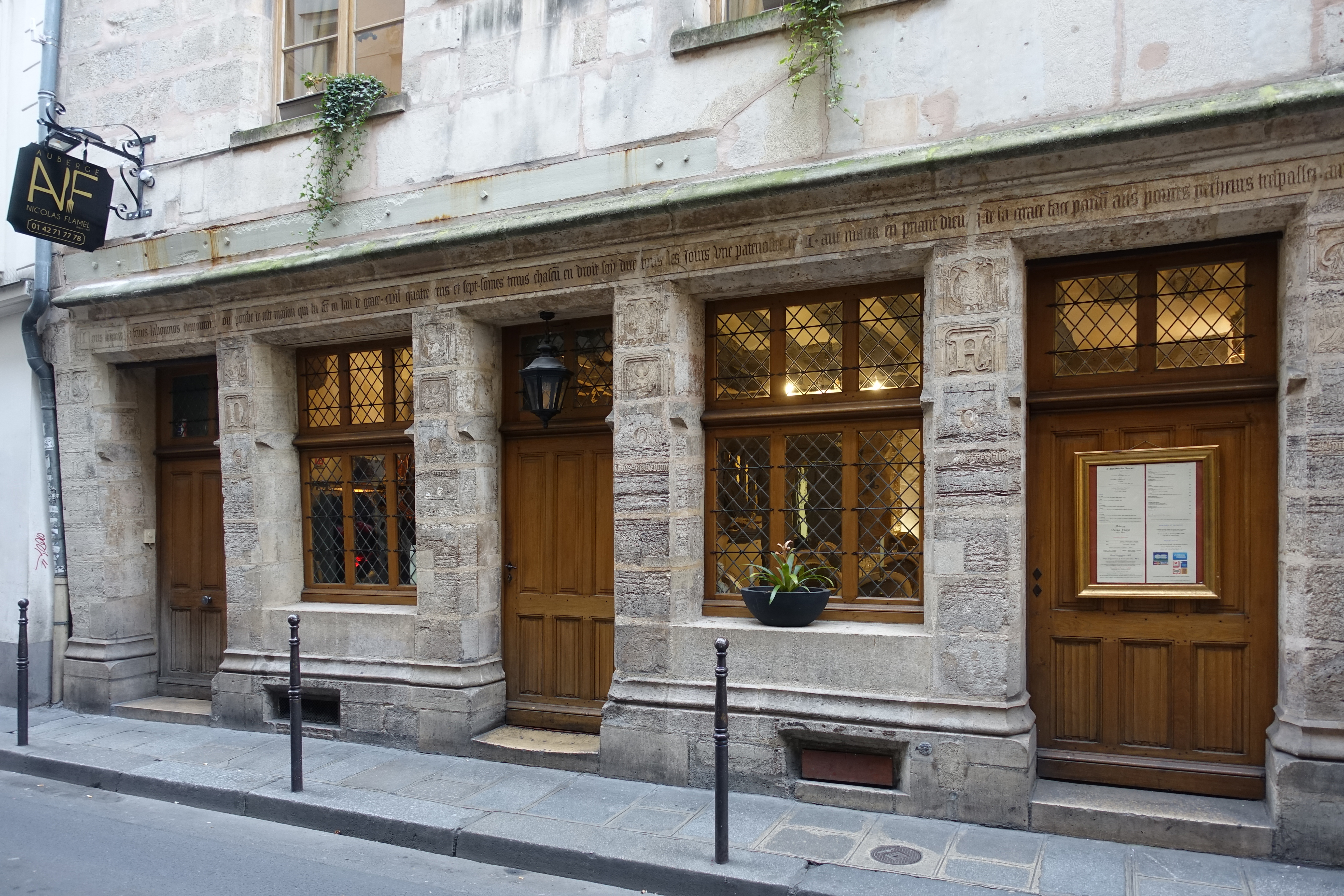
La maison de Nicolas Flamel ou maison « au grand Pignon », au 51, rue de Montmorency, aujourd'hui auberge Nicolas Flamel.

Toujours en 1407, Flamel fit construire plusieurs maisons destinées à accueillir les pauvres, et sur lesquelles on voyait « quantité de figures gravées dans les pierres avec un N et un F gothiques de chaque côté ». La plus connue, et la seule qui existe encore aujourd'hui, est la maison de Nicolas Flamel, aussi dite « au grand pignon », rue de Montmorency (aujourd'hui au no 51). Outre les initiales de Flamel et diverses figures dont des anges musiciens, elle porte l'inscription : « Nous homes et femes laboureurs demourans ou porche de ceste maison qui fut faite en l'an de grâce mil quatre cens et sept somes tenus chascun en droit soy dire tous les jours une paternostre et un ave maria en priant Dieu que sa grâce face pardon aus povres pescheurs trespasses Amen. » Baptisée aujourd'hui « maison de Nicolas Flamel », bien que rien n'indique qu'il y ait jamais habité, elle est réputée être l'une des plus anciennes demeures de Paris.
Flamel possédait en outre un certain nombre de maisons à Paris et dans les villages environnants, certaines lui rapportant des rentes, mais d'autres abandonnées et en ruine. Avec le succès de son activité de copiste et de libraire, et l'apport de sa femme Pernelle, deux fois veuve avant de l'épouser, ces investissements immobiliers, faits dans le contexte de dépression économique de la guerre de Cent Ans, ont probablement contribué à sa fortune.

### Pierre tombale et testament

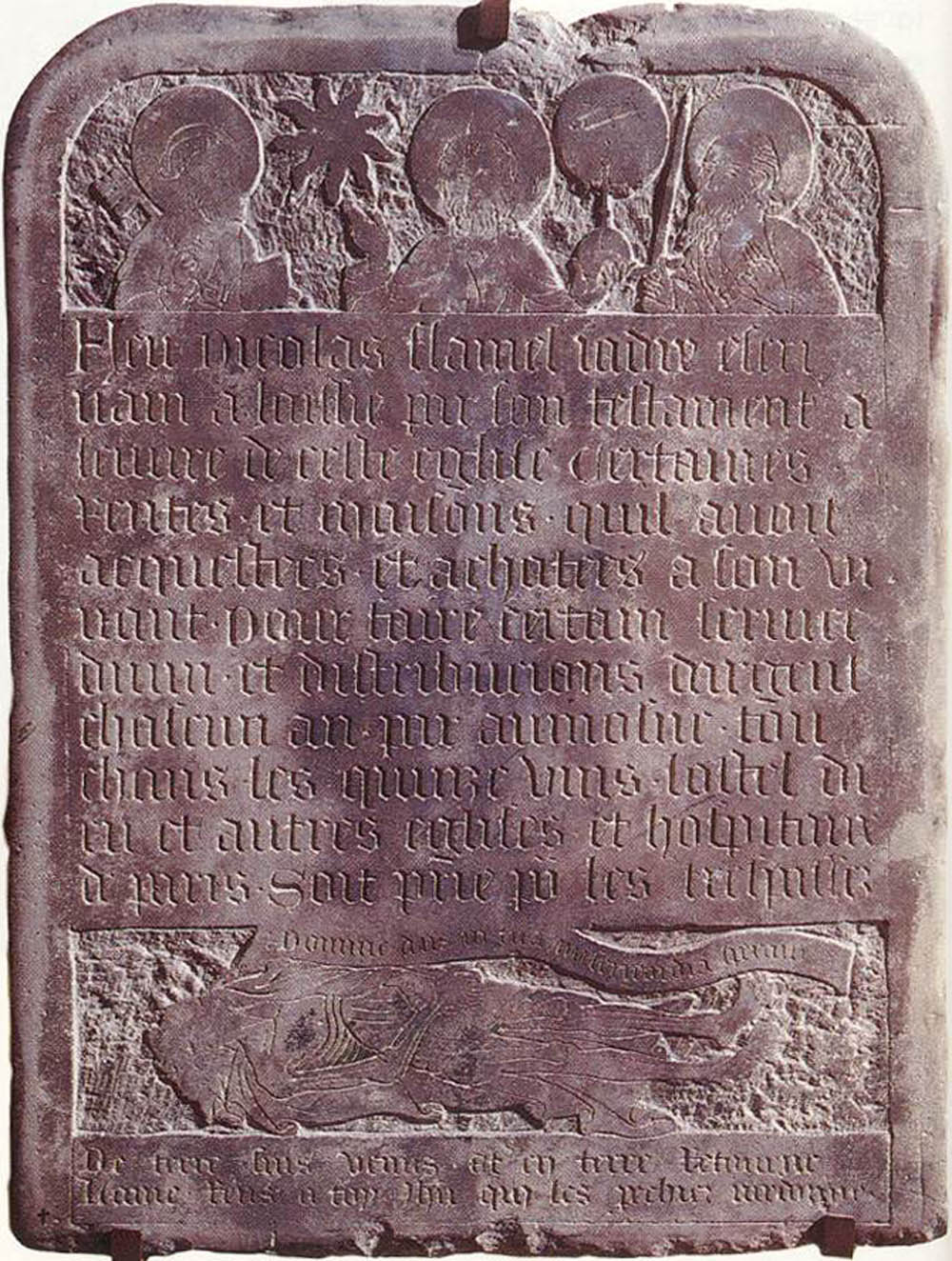
Pierre tombale de Nicolas Flamel, 1418, Paris, musée de Cluny.

Il mourut le 22 mars 1418, et fut enterré à l’église Saint-Jacques-la-Boucherie où sa pierre tombale fut installée sur un pilier au-dessous d'une image de la Vierge. L’église fut détruite à la fin de la période révolutionnaire, vers 1797. La pierre tombale fut cependant conservée, et rachetée par un antiquaire à une marchande de fruits et légumes de la rue Saint-Jacques-la-Boucherie, qui l’utilisait comme étal pour ses épinards. Rachetée en 1839 par l'hôtel de ville de Paris, elle se trouve actuellement au musée de Cluny : « Feu Nicolas Flamel, jadis écrivain, a laissé par son testament à l'œuvre de cette église certaines rentes et maisons, qu'il avait fait acquises et achetées à son vivant, pour faire certain service divin et distributions d'argent chaque an par aumônes touchant les Quinze Vingt, l'Hôtel Dieu et autres églises et hospitaux de Paris. Soit prié ici pour les trépassés. »
Ses ossements, ainsi que ceux de son épouse Pernelle inhumée avec lui, sont alors transférés aux catacombes de Paris.
Le nombre et le caractère ostentatoire de ses fondations pieuses, en fait relativement modestes, et l'accumulation dans son testament (conservé aujourd'hui à la Bibliothèque nationale) de legs de montants peu élevés ont probablement contribué à amplifier l'importance de sa fortune dans la mémoire de l'époque. Peu après sa mort, Guillebert de Mets dans sa Description de la ville de Paris (1434) parle de Flamel comme l'« escripvain qui faisoit tant d'aumosnes et d'hospitalitez et fit plusieurs maisons ou gens de mestiers demouroient en bas et du loyer qu'ils paioent, estoient soutenus povres laboureurs en haut ». Et dès 1463, lors d'un procès concernant sa succession, un témoin disait déjà que « [Flamel] estoit en renom d'estre plus riche de moitié qu'il n'estoit ». C'est dans ce contexte qu'apparut la rumeur qu'il avait dû sa richesse à la découverte de la pierre philosophale des alchimistes, capable de transformer les métaux en or.

## La légende de l'alchimiste

### Comment on devient alchimiste
Le mythe de Nicolas Flamel alchimiste est le résultat de plusieurs phénomènes de la tradition alchimique. Tout d'abord, à partir du XVe siècle, la croyance en l'origine alchimique de certaines fortunes bourgeoises du Moyen Âge : outre Flamel (le plus connu), ce fut le cas de Jacques Cœur (c. 1400-1456), de Nicolas le Valois (c. 1495-c.1542) (la plus grosse fortune de Caen et fondateur de l'hôtel d'Escoville), ou encore du marchand allemand Sigmund Wann (de) (c. 1395-1469). Ensuite la pseudépigraphie, par laquelle on attribua des traités alchimiques à des autorités antiques (Aristote, Hermès Trismégiste, etc.) ou médiévales (Albert le Grand, Thomas d'Aquin, Raymond Lulle, Arnaud de Villeneuve…), pour compenser « la marginalité d'une discipline qui ne fut jamais vraiment intégrée au savoir universitaire ». Enfin, avec la Renaissance, « le recours au langage allégorique et au symbolisme pictural devient systématique » dans les textes alchimiques ; cela entraîne, à partir du milieu du XVIe siècle une « exégèse alchimique » qui recherche un sens caché tant dans les textes bibliques que dans les récits de la mythologie gréco-romaine (notamment la légende de la Toison d'or), et enfin dans les décorations symboliques de l'architecture médiévale.
La plus ancienne trace de cette légende est un texte de la fin du XVe siècle, Le Livre Flamel, qui est en fait la traduction française d'un traité en latin du XIVe siècle, le Flos florum (La Fleur des fleurs), attribué alors à Arnaud de Villeneuve. Ce texte connut une certaine diffusion, et une version courte en fut traduite en anglais au milieu du XVIe siècle. D'autres traités furent attribués à Flamel au cours du XVIe siècle. C'est notamment le cas du Livre des laveures, qui est en fait la traduction française du Rosarius traité latin du XIVe siècle de l'alchimiste anglais John Dastin : sur un manuscrit du XVe siècle, le nom du possesseur a été gratté et remplacé par celui de Flamel.

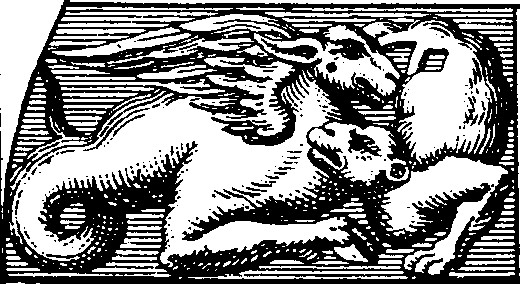
La figure des deux dragons, à l'origine de l'interprétation alchimique de l'arcade de Nicolas Flamel, à qui l'on attribua le poème du Sommaire Philosophique :
Ces deux spermes-là, sans doubtance,
Ont figurez par deux dragons,
Ou serpens pires, se dict-on:
L'un ayant des ailes terribles,
L'autre sans aile, fort horrible.
Le dragon figuré sans aile,
Est le soulphre, la chose est telle,
Lequel ne s'en vole jamais
Du feu, voilà le premier mets.
L'autre serpent qui ailes porte,
C'est argent vif, que vent emporte,
Qui est semence feminine,
Faicte d'eau & terre pour mine.
Pour tant au feu point ne demeure,
Ains s'envole quand veoit son heure.

Dans le même temps apparaît l'idée qu'un sens alchimique est caché dans les figures allégoriques religieuses qui ornent les arcades du cimetière des innocents. La première trace se trouve dans le livre De antiquitate et veritate artis chemicæ (De l'antiquité et de la vérité de l'art chimique) (1561) de l'alchimiste Robert Duval (traité qui sera placé en tête du premier volume de la grande anthologie alchimique le Theatrum Chemicum de 1602) : « À cette catégorie de fictions appartient l'énigme de Nicolas Flamel, qui figure deux serpents ou dragons, l'un ailé, l'autre non, et un lion ailé, etc. » Cette idée se retrouve également dans des commentaires en prose de la seconde moitié du XVIe siècle du poème Le Grand Olympe (qui fait une interprétation alchimique des Métamorphoses d'Ovide). Toujours en 1561, Robert Duval, dans son recueil de poèmes alchimiques De la Transformation métallique : Trois anciens tractés en rithme françois, attribua à Flamel le Sommaire philosophique, sans doute parce qu'il présentait également le motif des deux dragons (le dragon étant un des principaux symboles alchimique). Le poème, qui s'adresse à « Qui veult avoir la cognoissance / Des metaulx & vraye science / Comment il fault transmuer / Et de l'un à l'aultre muer », reprend la théorie alchimique classique qui veut que tous les métaux soient composés de deux « spermes » : le soufre, fixe et masculin, et le mercure (vif-argent), volatil et féminin.
La légende fut reprise plusieurs fois de 1567 à 1575 par l'influent médecin paracelsien Jacques Gohory. Il s'y mêla alors un des topos les plus éculés de la littérature alchimique depuis la Table d'émeraude, et qui convenait bien au libraire Flamel : la découverte d'un ancien livre contenant le secret de la pierre philosophale. C'est tout d'abord Noël du Fail qui l'introduisit en 1578 en citant, à l'appui des guérisons miraculeuses de Paracelse, les plus célèbres alchimistes parmi lesquels « Nicolas Flamel, Parisien, lequel de pauvre escrivain qu'il estoit, & ayant trouvé en un vieil livre une recepte métallique qu'il esprouva fut l'un des plus riches de son temps, temoings en sont les superbes bastiments qu'il a faicts au cemetiere S. Innocents, à Saincte Geneviefve des ardens, à S. Jaques la Boucherie, où il est en demy relief, avec son escritoire au costé, & le chaperon sur l'espaule estimé riche luy & sa Perronelle (c'estoit sa femme) de quinze cens mille escus, outre les aumosnes & dotations immenses qu'il feist ». L'idée fit son chemin, car on la retrouve en 1592 dans une note en fin d'un manuscrit d'un texte alchimique La Lettre d'Almasatus,,.
La légende se popularisa à tel point qu'elle se vit moquée en 1585 par Noël du Fail (qui avait semble-t-il changé de position) dans ses Contes et Discours d’Eutrapel (1585), cependant que Flamel apparaissait comme alchimiste et auteur du Sommaire Philosophique dans les notices des Bibliotheques françoises de La Croix du Maine (1584) et d'Antoine du Verdier (1585). La Croix du Maine rapporte d'ailleurs des rumeurs qui couraient alors, selon lesquelles la richesse de Flamel ne venait pas de ses talents d'alchimiste, mais du fait qu'il se serait approprié les créances des Juifs, alors chassés de Paris (Charles VI avait signé un édit d'expulsion en 1394). C'est pour dissimuler ce fait qu'il aurait fait croire qu'il avait découvert la pierre philosophale, et aurait financé des fondations pieuses.
Elle passa les frontières en 1583, le paracelsien belge Gérard Dorn, traduisant en latin des passages du Sommaire philosophique, et on la retrouve en Allemagne en 1605 et en Angleterre en 1610.
Tous les ingrédients étaient réunis pour qu'apparaisse en 1612 l'ouvrage le plus connu attribué à Flamel : Le Livre des figures hiéroglyphiques.

### Le Livre des figures hiéroglyphiques

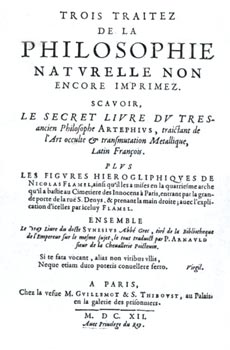
Page de titre du Trois traités de la philosophie naturelle.

En 1612, paraît à Paris Trois traitez de la philosophie naturelle non encore imprimez, par Pierre Arnauld sieur de la Chevallerie, Poitevin. Outre deux traités en versions latine et française d'Artéphius et de Synésius, on y trouve un texte en français : « Les figures hierogliphiques de Nicolas Flamel, ainsi qu'il les a mises en la quatrième arche qu'il a battie au Cimetiere des Innocens à Paris, entrant par la grande porte de la rue S. Denys,& prenant la main droite ; avec l'explication d'icelles par iceluy Flamel ».
L'ouvrage se présente comme la traduction du latin d'un texte de Flamel écrit entre 1399 et 1413. Reprenant le topos de la littérature alchimique de la découverte d'un livre ancien, Flamel y raconte qu'il a acquis pour deux florins un mystérieux et ancien livre en latin, fait de « trois fois sept feuillets » d'écorce reliés dans une couverture de cuivre « toute gravée de lettres et de figures ». Sur le premier feuillet on trouve le titre « Le livre d'Abraham le Juif, prince, prêtre lévite, astrologue et philosophe, à la gent des juifs par l'ire de Dieu, dispersée aux Gaules, salut. D. I. ». Ce livre, écrit par un « homme fort savant », explique que, « pour aider sa captive nation à payer les tributs aux empereurs romains, et pour faire autre chose, que je ne dirai pas, il leur enseignait la transmutation métallique en paroles communes […] sauf du premier agent duquel il ne disait mot, mais bien […] il le peignait, et figurait par très grand artifice ». Le texte du livre d'Abraham le juif explique donc le processus du Grand œuvre (que Flamel ne répète pas) sans en préciser l'ingrédient initial, la materia prima (matière première des alchimistes), qui n'est donné que par des enluminures mystérieuses, qui sont décrites mais non reproduites dans le Livre des figures hiéroglyphiques.
Malgré l'aide de son épouse Pernelle, Nicolas Flamel échoue au Grand œuvre pendant vingt-et-un ans (soit le même nombre d'années que le livre compte de feuillets) faute de comprendre les enluminures. Il part alors en pèlerinage à Saint-Jacques-de-Compostelle, où il rencontre un vieux médecin juif converti, qui lui explique enfin les illustrations.
De retour à Paris, il parvient enfin à transmuter du mercure en argent, puis en or, le 25 avril 1382 : « Je fis la projection avec de la pierre rouge sur semblable quantité de mercure […] que je transmutais véritablement en quasi autant de pur or, meilleur certainement que l'or commun plus doux et plus ployable ».

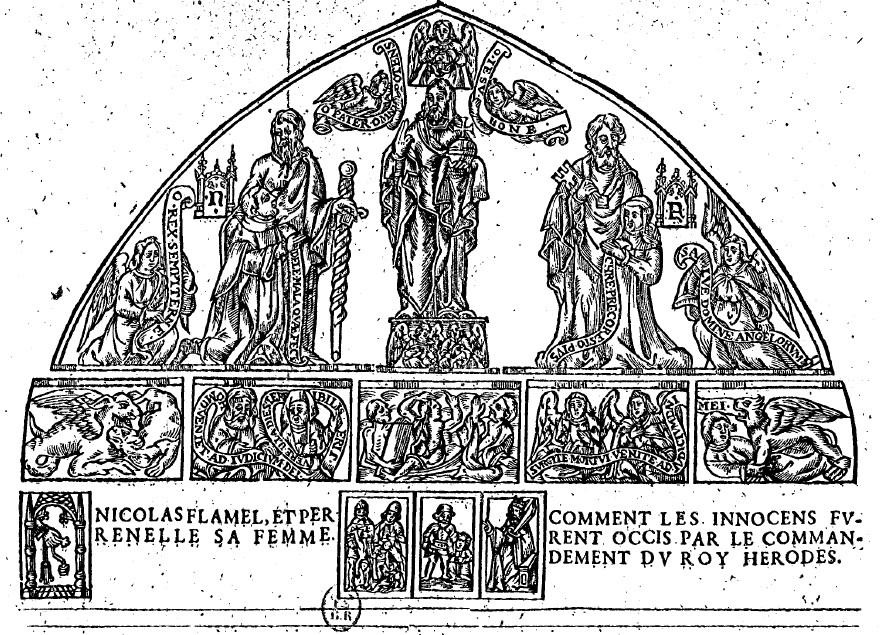
L'arcade du cimetière des innocents dans Le Livre des figures hiéroglyphiques.

Avec la fortune ainsi acquise, Flamel et sa femme ont « fondé et renté quatorze hôpitaux en cette ville de Paris, bâti tout de neuf trois chapelles, décoré de grands dons et bonnes rentes sept églises, avec plusieurs réparations en leurs cimetières, outre ce que nous avions fait à Boulogne, qui n'est guère moins que ce que nous avons fait ici » (bien plus que les dons et œuvres du Flamel historique). Et Flamel fait peindre sur une arcade du cimetière de innocents des « figures hiéroglyphiques » qui ont à la fois une interprétation théologique et une « interprétation philosophique selon le magistère d'Hermès ». Il donne tout d'abord brièvement l'explication théologique ; ainsi « les deux dragons unis […] sont les péchés qui naturellement sont entrecathénés [enchaînés l'un à l'autre] ; car l'un à sa naissance de l'autre : d'iceux aucuns peuvent être chassés aisément, comme ils viennent aisément, car ils volent à toute heure vers nous. Et ceux qui n'ont point des ailes ne peuvent être chassés, ainsi qu'est le péché contre le Saint-Esprit ». Il donne ensuite, de façon nettement plus étendue l'explication du sens alchimique, explication dans laquelle la symbolique des couleurs prend une grande place : « ce sont les deux principes de la philosophie que les sages n'ont pas osé montrer à leurs enfants propres. Celui qui est dessous sans ailes, c'est le fixe, ou le mâle ; celui qui est au-dessus, c'est le volatil, ou bien la femelle noire et obscure […] Le premier est appelé soufre, ou bien calidité et siccité, et le dernier argent vif, ou frigidité et humidité. Ce sont le soleil et la lune de source mercurielle… »

### Datation et attribution

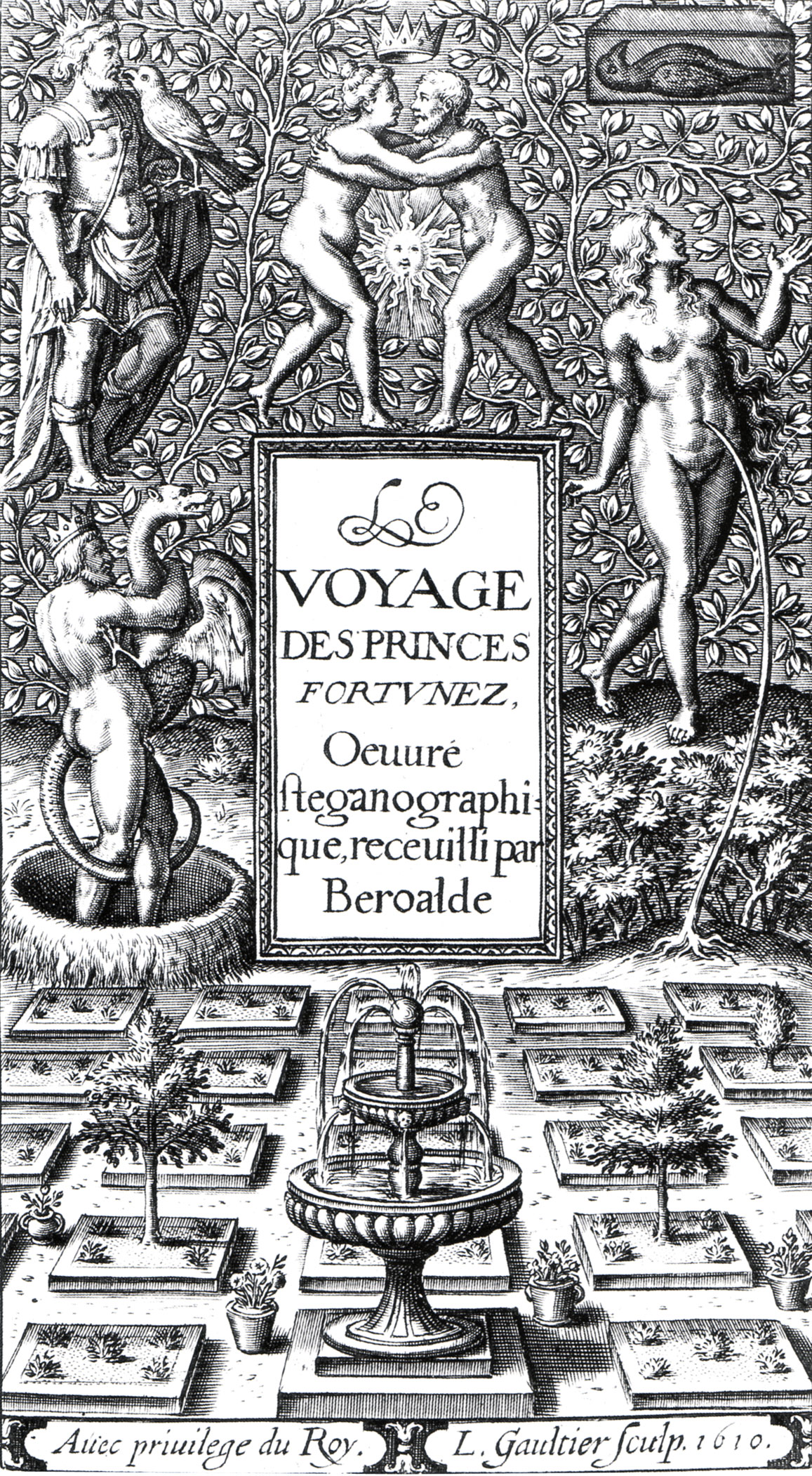
Le Voyage des Princes Fortunés (1612) roman alchimique de Béroalde de Verville, le possible véritable auteur du Livre des figures hiéroglyphiques.

Aucun original médiéval, ni du Livre des figures Hiéroglyphiques, ni du Livre d'Abraham le juif, n'a été retrouvé. Deux manuscrits latins du Livre des figures ont récemment été mis au jour, mais il s'avère qu'il s'agit de « traductions latines » du texte français de 1612 faites au début du XVIIe siècle.
En fait tout indique qu'il s'agit d'un texte écrit entre la fin du XVIe siècle et le début du XVIIe siècle : le vocabulaire (à commencer par le mot Hiéroglyphe), les anachronismes (le texte cite le nom de l'alchimiste Lambsprinck, mentionné pour la première fois par Nicolas Barnaud en 1599). La véritable source en est un célèbre recueil de traités alchimiques médiévaux l'Artis auriferae, paru en 1572 (Dans Les figures hiéroglyphiques, les théories alchimiques sont souvent présentées dans le même ordre, mais parfois à contresens).
Pour Claude Gagnon, P. Arnaud de la Chevallerie serait le pseudonyme de Béroalde de Verville (1556-1626) (sous la forme de l'anagramme imparfaite « Arnauld de Cabalerie »), écrivain s'intéressant à l'alchimie et la cabale, et surtout connu aujourd'hui pour sa satire Le Moyen de Parvenir (1617). À l'appui de cette thèse, Gagnon a retrouvé dans une note d'un bibliographe du XVIIe siècle sur un exemplaire de la Bibliothèque françoise de La Croix du Maine, le titre d'un ouvrage de Béroalde : Les aventures d'Ali el Moselan surnommé dans ses conquêtes Slomnal Calife, Paris 1582, traduit de l'arabe de Rabi el Ulloe de Deon. « Slomnal Calife » étant l'anagramme de « Nicolas Flamel », et « Rabi el Ulloe de Deon » celui de « Béroalde de Verville ». Un autre élément est que Béroalde de Verville publie, la même année et chez le même éditeur que Les Figures hiéroglyphiques, le Palais des curieux dans lequel il met en garde ses lecteurs alchimistes contre « ceux qui vous déçoivent, et qui sous les beaux contes de Flammel & d'autres espient vos ames, pour les ruiner ».
Cette attribution n'a cependant pas convaincu certains spécialistes de Béroalde de Verville. Par contre, Bruno Roy reprend l'hypothèse de Gagnon sur l'auteur des Figures hiéroglyphiques : « En fin de compte, le Flamel de Béroalde est beaucoup plus séduisant pour nous que le véritable bourgeois bigot, mégalomane et procédurier qui vivait au XIVe siècle ». Une autre piste est la découverte par François Secret dans des manuscrits alchimiques du début du XVIIe siècle du nom d'un « Sieur de la Chevalerie de Chartres » (donc beauceron plutôt que poitevin), mais dont on ne sait rien de plus.

### Fortune du mythe

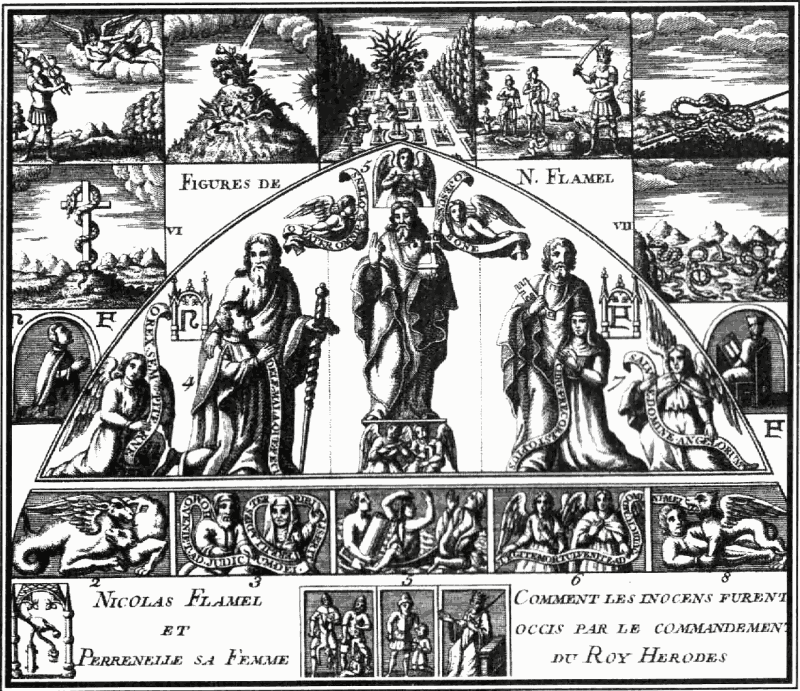
Les figures hiéroglyphiques de l'arcade du cimetière des Innocents entourées des figures du livre d'Abraham le juif.

Ce texte connut un succès immédiat et popularisa largement le mythe de Flamel, qui devint l'alchimiste français par excellence. Outre le fait que sa fortune, supposée fabuleuse, dont les traces encore visibles dans Paris témoignaient de sa réussite dans la recherche de la pierre philosophale, ce succès est peut-être en partie dû au fait qu'à l'époque de la Contre-Réforme, Flamel offrait une figure d'alchimiste révérant la Vierge et les Saints, alors que la discipline était dominée par les alchimistes réformés du « renouveau paracelsien », au sein duquel naquirent d'ailleurs d'autres mystifications littéraires alchimiques promises elles aussi au succès : Salomon Trismosin (apparu en 1598), le prétendu maître de Paracelse (1493/4-1541), Basile Valentin (1600), qui aurait été un moine bénédictin du XVe, ainsi que les manifestes Rose-Croix (1614-1615) et Les Noces Chymiques de Christian Rosenkreutz (1616).
Le Livre des figures hiéroglyphiques connut de nombreuses rééditions et traductions. Comme déjà indiqué, de pseudo-originaux latins furent forgés. Les figures du Livre d'Abraham le juif qui sont simplement décrites dans l'édition de 1612 furent rapidement représentées dans des manuscrits et dans les éditions ultérieures. Cette tradition se poursuivit jusqu'au XVIIIe siècle, où l'on vit paraître en allemand à Erfurt dans un Uraltes chymisches Werck (1735) : « Une très ancienne œuvre chymique du Rabbi Abraham Eleazar, que l'auteur a écrit partie en latin et en arabe, partie en chaldéen et en syriaque, et qui fut ensuite traduite dans notre langue allemande par un anonyme », et qui contient une nouvelle versions des figures du Livre d'Abraham.

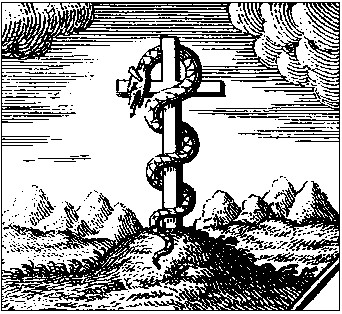
« Une croix où un serpent était crucifié »[52].
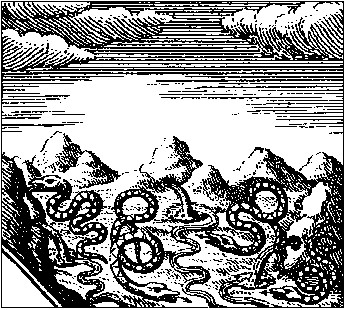
« Des déserts, au milieu desquels coulaient plusieurs belles fontaines, dont sortaient plusieurs serpents, qui couraient par-ci, et par là »[53].
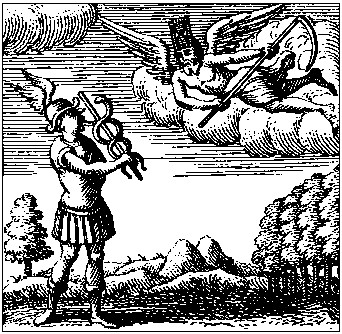
« Un jeune homme avec des ailes aux talons, ayant une verge caducée en main, entortillée de deux serpents, de laquelle il frappait une salade qui lui couvrait la tête, […], contre icelui venait courant et volant à ailes ouvertes, un grand vieillard, lequel sur sa tête avait une horloge attachée, et en ses mains une faux comme la mort, de laquelle terrible et furieux, il voulait trancher les pieds à Mercure »[75].
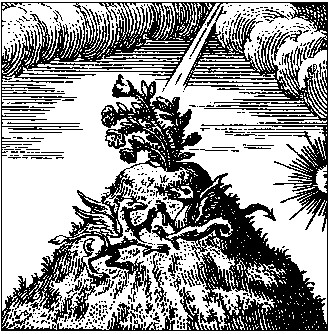
« Une belle fleur en la sommité d'une montagne très haute, que l'aquilon ébranlait fort rudement, elle avait le pied bleu, les fleurs blanches et rouges, les feuilles reluisantes comme l'or fin, à l'entour de laquelle des dragons et griffons aquiloniens faisaient leur nid et demeurance »[75].
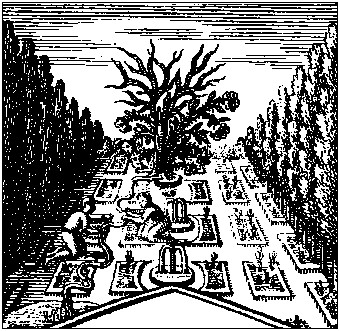
« Un beau rosier fleuri au milieu d'un beau jardin, échelant contre un chêne creux, aux pieds desquels bouillonait une fontaine d'eau très blanche, qui s'allait précipiter dans les abîmes, passant néanmoins premièrement, entre les mains d'infinis peuples qui fouillaient en terre, la cherchant : mais parce qu'ils étaient aveigles, nul ne la connaissait, fors quelqu'un, considérent le poids »[76].
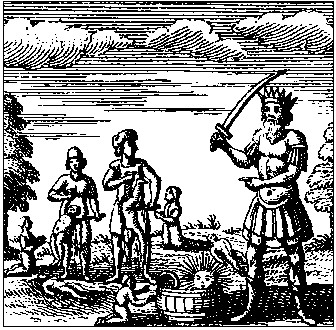
« Un roi avec un grand coutelas, qui faisait tuer en sa présence par des soldats, grande multitude de petits enfants, les mères desquels pleuraient aux pieds des impitoyables gens d'armes, le sang desquels petits enfants, était puis après recueilli par d'autres soldats, et mis dans un grand vaisseau, dans lequel le soleil et la lune se venaient baigner »[77].

D'autres textes furent attribués à Flamel. En 1619 parut, avec le Traicté du Soulphre du polonais Michael Sendivogius, un Thresor de Philosophie ou Original du Desir desiré de Nicolas Flamel, qui n'est autre qu'une version française du Thesaurus philosophiae d'Efferarius Monachius (XIVe). L'attribution est probablement liée au Livres des laveures qui commence par « Le désir désiré, et le prix que nul ne peut priser ». Il en est de même pour Le Grand Esclairsissement de la Pierre Philosophale pour la transmutation de tous les métaux (1628), traduction française du traité italien Apertorio alfabetale (1466 ou 1476) de Cristoforo Parigino (Christophe de Paris).

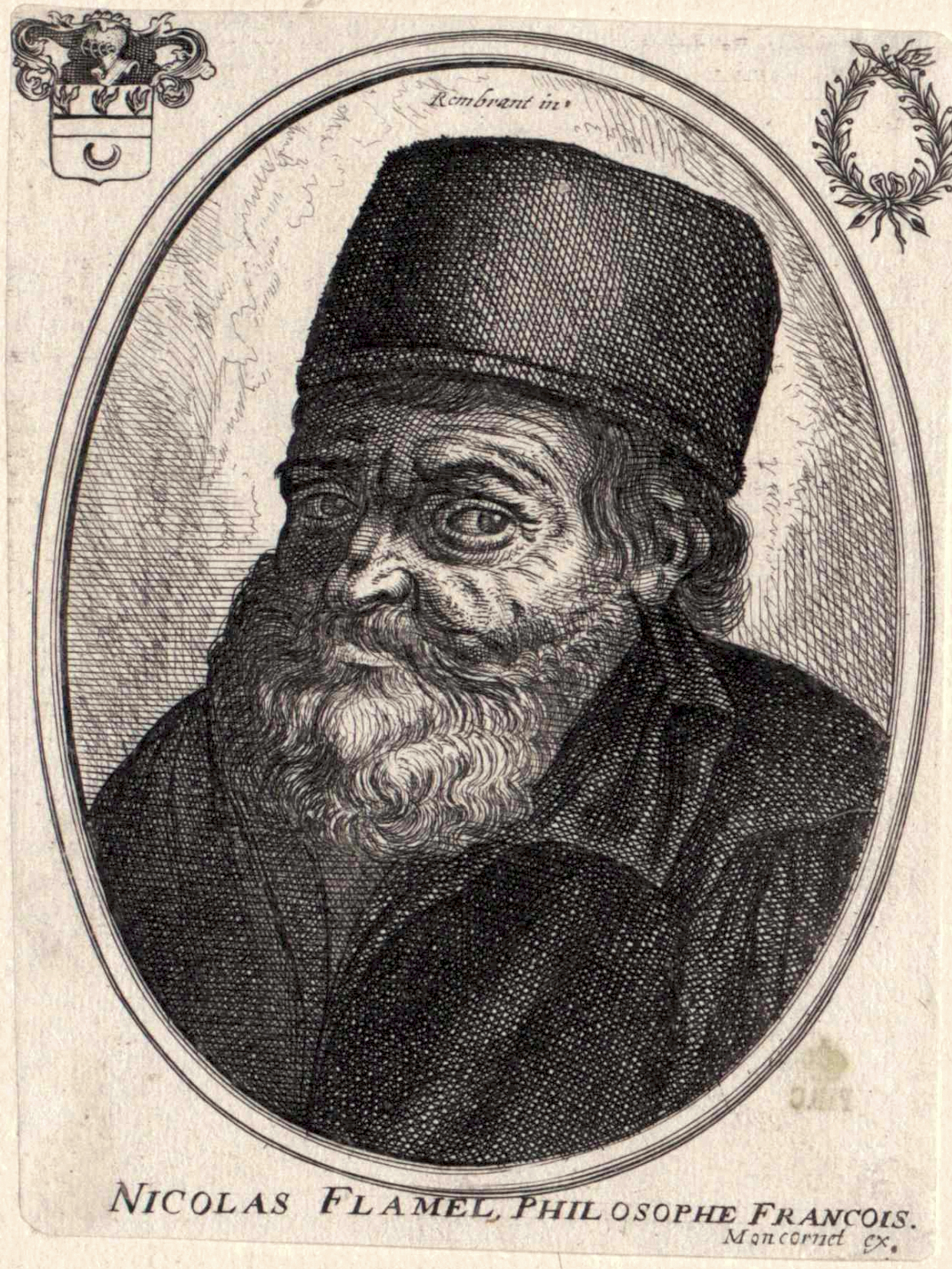
Nicolas Flamel Philosophe François par Balthasar Moncornet (1600-1670), prétendument d'après une gravure de Rembrandt.

En 1655, Pierre Borel, médecin ordinaire de Louis XIV, et premier bibliographe de l'alchimie, rapporte dans son Tresor de recherches et antiquitez gauloises et françoises  un certain nombre de bruits et rumeurs qui couraient alors sur Flamel : le roi Charles VI aurait envoyé, pour s'enquérir de sa richesse, son maître des requêtes M. de Cramoisy, dont Flamel aurait acheté le silence avec un matras (vase) plein de poudre de projection (une des formes de la pierre philosophale) ; la maison de Flamel aurait été fouillée à la recherche du Livre d'Abraham le juif, qui aurait été finalement retrouvé par le cardinal de Richelieu peu avant sa mort en 1642. On racontait par ailleurs que Richelieu avait fait exécuter un alchimiste nommé Dubois qui se présentait comme l'héritier du secret de Flamel.
À la même époque, l'historien de Paris Henri Sauval (1623-1676), est plus dubitatif : « Les hermétiques qui cherchent par tout la Pierre Philosophale sans la pouvoir trouver, ont tant médité sur quelques portaux de nos Eglises, qu'à la fin ils y ont trouvé ce qu'ils pretendent. […] Ils se distillent l'esprit pour quintescencier des vers Gothiques & des figures, les unes de ronde-bosse, les autres égratignées, comme on dit, sur les pierres tant de la maison du coin de la rue Marivaux, que des deux Hopitaux qu'il [Flamel] a fait faire à la rue de Montmorenci. »

### Flamel au temps des Lumières
L'alchimie ne disparut pas avec le XVIIIe siècle et les Lumières. Mais si elle garda une certaine caution scientifique (Newton, au cours de ses études alchimiques, s'intéressa aux « hiéroglyphes » du Livre des figures et du Livre d'Abraham le juif), car il ne semblait pas possible de montrer l'impossibilité théorique de la transmutation, l'échec de sa réalisation pratique accentua progressivement son discrédit moral et social au cours du siècle. Elle fut de plus en plus perçue comme une chimère ruineuse, comme chez Fontenelle (Histoire de l'académie des sciences 1722) et chez Montesquieu dans l'une de ses Lettres persanes (1721) : Rica raconte qu'il a rencontré un homme en train de se ruiner parce qu'il croit être parvenu au grand œuvre, et qui lui affirme : « Ce secret, que Nicolas Flamel trouva, mais que Raymond Lulle et un million d'autres cherchèrent toujours, est venu jusques à moi, et je me trouve aujourd'hui un heureux adepte ».
Avec la transmutation des métaux, la prolongation de la vie a été l'autre but de l'alchimie, sous la forme d'élixir de longue vie (parfois aussi appelé or potable). À l'époque du Comte de Saint-Germain qui se faisait passer pour immortel, apparut la croyance que Nicolas Flamel et sa femme Pernelle vivaient toujours. En 1712, Paul Lucas, antiquaire du roi et grand voyageur, rapporte sans trop y croire dans son Voyage du Sieur Paul Lucas, fait par ordre du roy dans la Grece, l'Asie Mineure, la Macedoine et l'Afrique : Contenant la description de la Natolie, de la Caramanie, & de la Macedoine, qu'un derviche rencontré en Turquie lui a affirmé que la pierre philosophale prolonge la vie de mille années, avec comme preuve qu'il aurait rencontré Nicolas Flamel aux Indes trois ans plus tôt. Sa femme Pernelle ne serait pas morte non plus en 1397 mais se serait installée en Suisse, rejointe en 1418 par son mari. La légende continua et on raconta que Flamel avait rencontré le comte Desalleurs, ambassadeur de France en Turquie de 1747 à sa mort en 1754, et 1761, avec sa femme et leur fils, il aurait été vu à l'opéra.
En 1758, l'abbé Étienne-François Villain, publia une étude fouillée sur l'histoire de sa paroisse de Saint-Jacques la Boucherie, dans laquelle il rejetait la légende de Flamel alchimiste, en affirmant premièrement que la richesse de Flamel était loin d'avoir été aussi considérable que ce que l'on racontait, par exemple Nicolas Lenglet Du Fresnoy dans son Histoire de la philosophie hermétique (1742) qui affirmait que les fondations pieuses de Flamel avaient été « plus considérables que celles mêmes que faisoient les Rois & les Princes ». D'autre part Villain soulignait que le Livre des figures hiéroglyphiques était un apocryphe dû à son prétendu traducteur, Pierre Arnauld de la Chevallerie. Il fut vigoureusement attaqué par Antoine-Joseph Pernety, dit Dom Pernety, ancien bénédictin féru d'hermétisme, relayé par Fréron dans son journal L'Année littéraire, alors que Villain, soutenu par les jésuites du Journal de Trévoux, publiait en 1761 une étude plus complète : Histoire critique de Nicolas Flamel et de Pernelle sa femme; recueillie d'Actes anciens qui justificent l'origine et la médiocrité de leur fortune contre les imputations des alchimistes. Pernéty critiquait notamment la méthode historique de Villain : « Peut‑on raisonnablement s’imaginer qu’un Philosophe Hermétique doive s’afficher tel ? Et M. l’abbé V… a‑t‑il pensé trouver Flamel Philosophe dans les contrats de rentes, les quittances, etc. de Flamel homme privé ? […] Falloit‑il employer plus de 400 pages pour nous accabler du détail minutieux de ces rentes, de ces quittances, etc. de Flamel se conduisant comme Bourgeois bon Chrétien ? M. l’abbé V… pour se convaincre que Flamel mérite le nom de Philosophe, voudroit‑il que dans les contrats qu’il a faits, dans les quittances qu’il a reçues ou données, il est signé, Nicolas Flamel, Philosophe Hermétique ? » Pernéty soutient qu'il existe un Bréviaire de Flamel, daté de 1414. Ce Bréviaire qu'on trouve dans deux manuscrits illustrés du XVIIIe siècle, qui utilise du vocabulaire et une syntaxe inconnus au XVe siècle et qui cite Le Livre des Figures Hiéroglyphiques, est lui aussi un apocryphe postérieur.

Extraits de l'Alchimie de Flamel, par le Chevalier Denys Molinier - manuscrit du dix-huitième siècle.
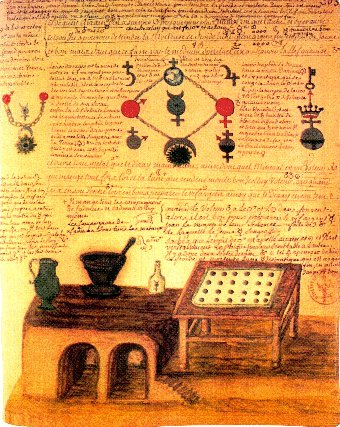
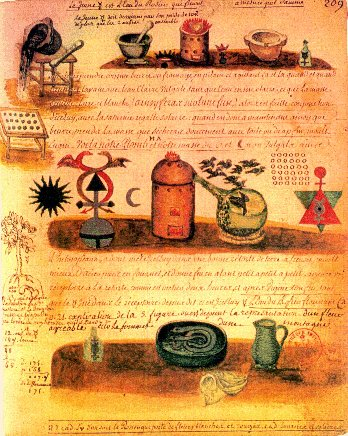
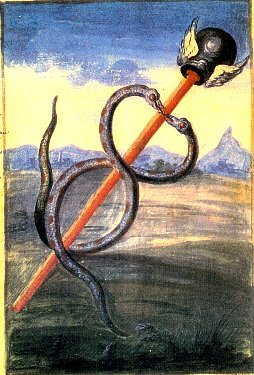
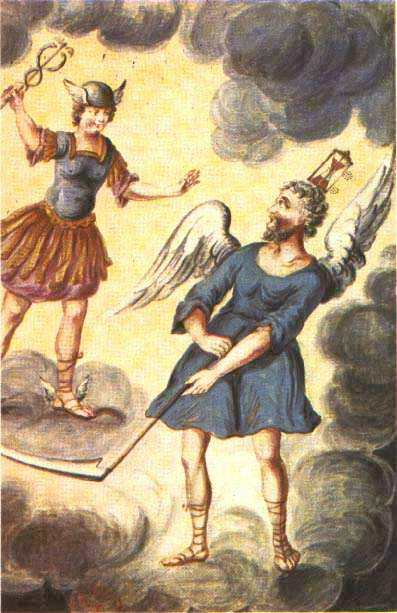
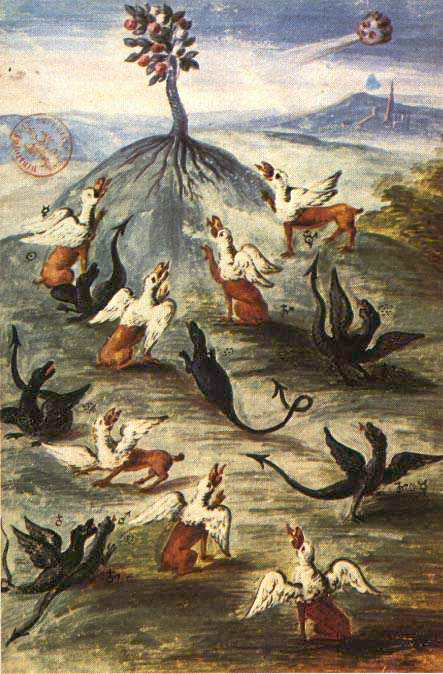
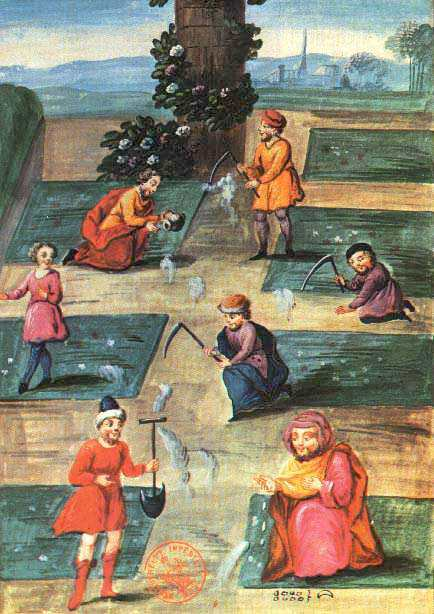
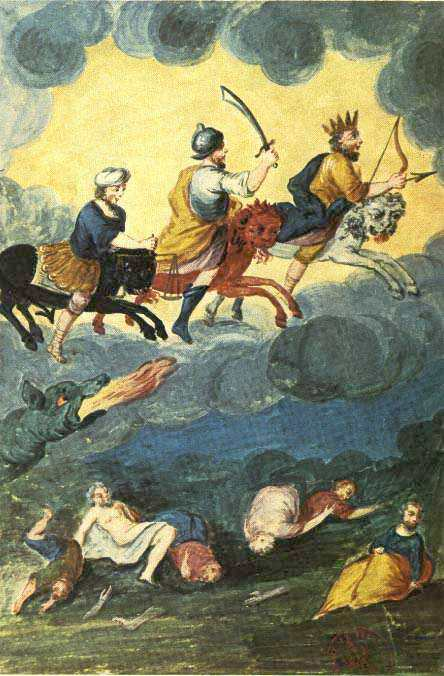
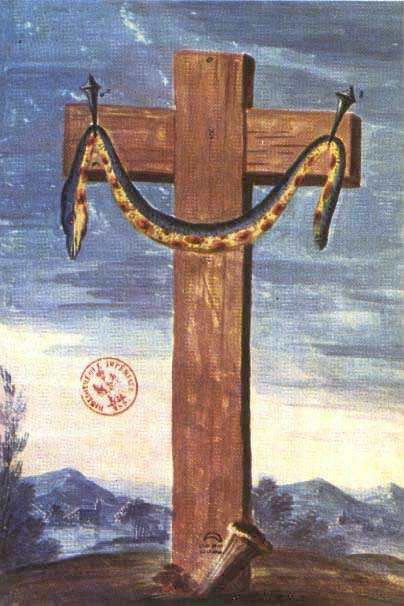

Les conclusions de l'abbé Villain furent aussi vigoureusement attaquées par l'alchimiste ardennais Onésime Henri de Loos (1725-1785) dans son Flamel vengé, son adeption défendue, et la tradition rétablie dans sa vigueur contre les atteintes, les insultes de l'ignorance, contre les fictions et les impostures de la critique. Il conclut : « Le commentaire sur les hiéroglyphes n'est pas et ne saurait avoir été l'ouvrage d'un philosophe spéculatif, qui ne combine que des idées, qui tâtonne des principes, et tâche d'en tirer adroitement des conséquences. C'est au contraire le chef-d'œuvre d'un homme consommé dans la pratique, un recueil des observations les plus fines et les plus délicates d'un maître accoutumé à voir et bien voir ; et qui, par la force d'un génie aidé de l'habitude, devine tout, explique tout, et remonte jusqu'aux causes secrètes des crises de la nature. Aucun livre n'est aussi rempli de ces traits qui caractérisent un témoin oculaire : aucun livre ne convient moins à un commençant, il n'est fait que pour les adeptes. Par là, sans doute, il est plus précieux et plus estimable. Personne ne reprochera à Flamel de l'avoir conduit dans un labyrinthe, puisqu'il déclare d'abord qu'il en ferme la porte, et qu'on ne l'ouvrira jamais, à moins que d'avoir trouvé la clef ailleurs. Tout ceci, bien considéré, et y référant les autres raisons que j'ai dites, donnent l'exclusion au sieur de la Chevallerie et à Gohorry ».

### Flamel à l'époque contemporaine

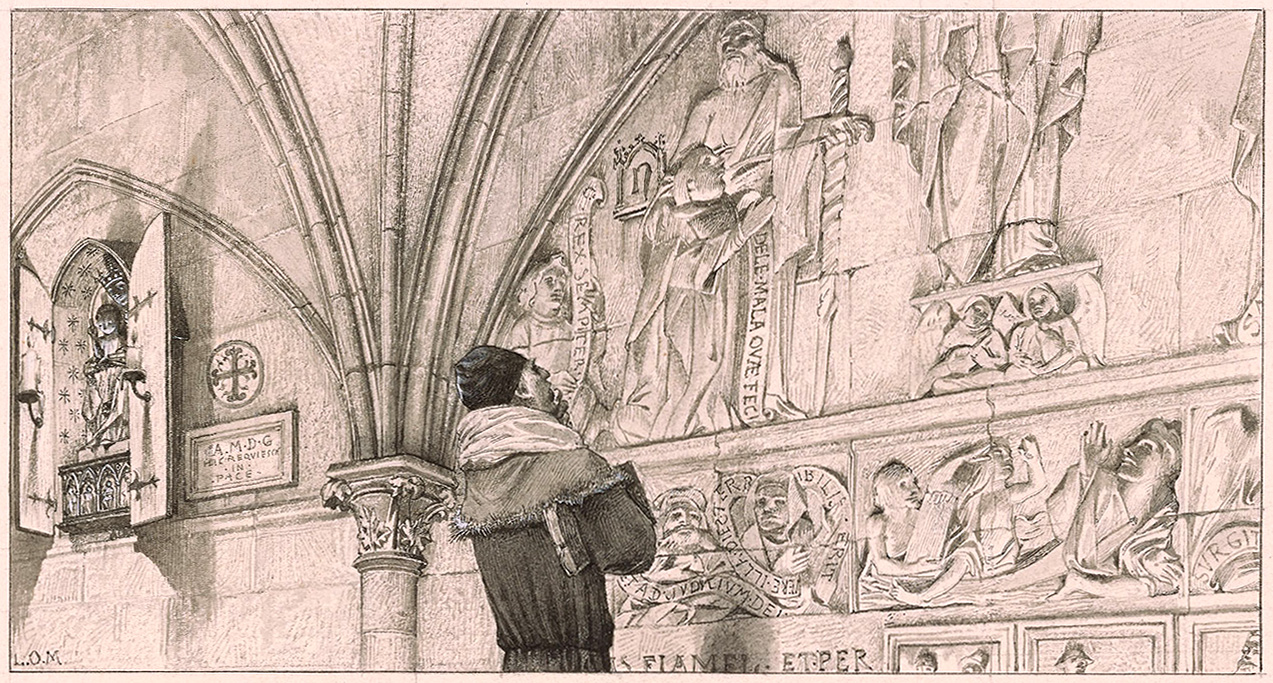
Claude Frollo, l'archidiacre et alchimiste de Notre-Dame de Paris méditant devant l'arcade du cimetière des Innocents.

Avec l'avènement de la chimie moderne à la fin du XVIIIe siècle, l'alchimie perdit tout son crédit scientifique, et connut en tant que discipline un recul considérable. Mais « le romantisme invente l'image d'une science alchimique maudite, incomprise, héroïque et persécutée ». Flamel en devient la figure par excellence, surtout en France. En 1828, le jeune Gérard de Nerval en fait une pièce de théâtre (Nicolas Flamel), comme Alexandre Dumas en 1856 (La Tour Saint Jacques). Frollo, l'archidiacre alchimiste de Notre-Dame de Paris (1831) de Victor Hugo, va se recueillir devant les figures hiéroglyphiques du cimetière de Innocents. En 1842, il est le héros du Souffleur, conte fantastique d'Amans-Alexis Monteil dans son Histoire de Français des divers états, aux cinq derniers siècles.

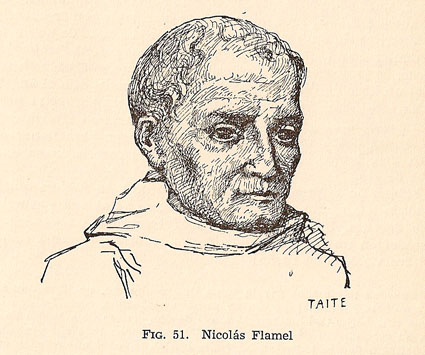
Nicolas Flamel - portrait du Nicolas Flamel (1893) d'Albert Poisson d’après la gravure du portail de Sainte-Geneviève-des-Ardents de l'Histoire critique de Nicolas Flamel et de Pernelle sa femme de l'abbé Villain (1761) : « Cet adepte n’est-il pas le type du véritable alchimiste, travaillant sans cesse, jamais lassé, jamais rebuté, partageant son temps entre la prière, l’étude et le laboratoire, ne désirant la science que pour elle-même, puis parvenu au but, employant la richesse acquise en de bonnes œuvres, continuant pour lui-même à vivre sobrement. Quel autre alchimiste pouvait nous offrir une vie aussi bien remplie. D’autres, Sethon, Kelley, Bacon, nous offrent une existence plus mouvementée, plus dramatique, mais moins riche en documents psychologiques. »

Le fondateur de l'occultisme, Éliphas Lévi, assure dans son Histoire de la magie : « La tradition populaire assure que Flamel n'est pas mort et qu'il a enterré un trésor sous la tour Saint-Jacques-la-Boucherie. Ce trésor contenu dans un coffre de cèdre revêtu de lames des sept métaux, ne serait autre chose, disent les adeptes illuminés, que l'exemplaire original du fameux livre d'Abraham le juif, avec ses explications écrites de la main de Flamel, et des échantillons de la poudre de projection suffisants pour changer l'Océan en or si l'Océan était de Mercure ».
Les occultistes et hermétistes, Albert Poisson, Fulcanelli, Eugène Canseliet, et Serge Hutin, rejetèrent les conclusions de l'abbé Villain et continuèrent à affirmer que Flamel avait été alchimiste. Il trouve naturellement sa place dans la longue succession des grands maîtres du Prieuré de Sion, entre 1398 et 1418, dans les Dossiers secrets d'Henri Lobineau du mystificateur Pierre Plantard (et se retrouve donc à ce titre dans le Da Vinci Code de Dan Brown).
En 1929, Nicolas Flamel inspira simultanément André Breton dans le Second manifeste du surréalisme et Robert Desnos dans un article « Le mystère d'Abraham Juif » pour la revue Documents. Breton établit une « analogie de but » entre les recherches alchimique et surréaliste et, reprenant à son compte l'idée d'un Flamel alchimiste, compare ce que « Abraham Juif » et « Hermès » ont été pour lui à ce que représentent notamment Rimbaud et Lautréamont pour les surréalistes, à la fois des précurseurs et des initiateurs. Toutefois, en « ramenant la "pierre philosophale" à être le symbole du triomphe de l'imagination, Breton ne se conduit nullement en adepte [mais] détourne la tradition alchimique et la vide de sa portée métaphysique au bénéfice de sa valeur poétique ».
Du côté des historiens universitaires, dès 1941, le médiéviste Lynn Thorndike rejetait complètement le mythe de Flamel alchimiste, ce que confirmaient les travaux de Claude Gagnon, Robert Halleux et Didier Kahn.
La vision de l'alchimie aujourd'hui reste cependant largement tributaire des points de vue antagonistes et complémentaires du positivisme et de l'occultisme du XIXe siècle, et Flamel est, avec Paracelse, la figure à laquelle se réfère Zénon, le médecin, astrologue et alchimiste du XVIe siècle de l'Œuvre au Noir (1968) de Marguerite Yourcenar, qui s'est fondée notamment sur « trois grands ouvrages modernes [à l'époque] sur l'alchimie : Marcellin Berthelot, La Chimie au Moyen Âge, 1893 ; C.G. Jung, Psychologie und Alchemie, 1944 ; J. Evola, La Tradizione ermetica, 1948 ».
Le personnage de Flamel alchimiste apparaît toujours aujourd'hui dans la littérature ésotérique, mais aussi dans la littérature populaire, la bande dessinée et même les jeux vidéo.
« À chacun son Flamel : les lecteurs du XVIIe siècle ont eu le leur, nous avons celui de Marguerite Yourcenar, qui ne le cède en rien au précédent, et les lecteurs de Spirou ont un Faiseur d'or pour les introduire aux merveilles du rêve alchimique ».

## Hommage et postérité
- La rue Nicolas-Flamel et la rue Pernelle dans le 4e arrondissement de Paris.
- Le Collège Nicolas Flamel à Pontoise.
- Le lycée Nicolas-Flamel de l'école BOULLE, qui accueille l'atelier Arts du Bijou et du Joyau.

## Nicolas Flamel dans la fiction

### Films
- Nicolas Flamel est mentionné et apparaît dans la franchise du monde des sorciers de J. K. Rowling : dans le film Harry Potter à l'école des sorciers de Chris Columbus, des moments historiques de la vie de Nicolas Flamel sont évoqués (cf. le roman éponyme), tandis que le personnage apparaît à l’écran dans le spin-off Les Animaux fantastiques : Les Crimes de Grindelwald (dont l'intrigue se situe en 1927) pour combattre Gellert Grindelwald aux côtés des héros. Il est interprété par Brontis Jodorowsky[105].
- Dans le film Catacombes de John Erick Dowdle, sorti le 20 août 2014, la pierre philosophale est cachée dans Paris par Nicolas Flamel.
- Dans le film Le Grimoire d'Arkandias d'Alexandre Castagnetti, Nicolas Flamel est évoqué comme magicien précurseur de la chimie moderne.

### Télévision
Dans le feuilleton télévisé Les Compagnons d'Eleusis (1975), Nicolas Flamel et la dame Pernelle sont souvent évoqués.
Il est également mentionné dans la série télévisée The Librarians S01E03 « dans le labyrinthe du Minotaure ».

### Théâtre et opéra
- Gérard de Nerval, Nicolas Flamel, 1828.
- Alexandre Dumas, La Tour Saint-Jacques, 1856[106].
- Georges Bizet, Nicolas Flamel, 1865 (opéra inachevé et jamais représenté).

### Romans
- Martine Basso et Jean-Jacques Lujan, Le Testament de Nicolas Flamel, C.R.S éditions coll. LiberFaber, 2015  (ISBN 9782365802031). Ce roman situe son histoire en 1916, lors de la bataille de Verdun : un mystérieux étui est exhumé. En 1968, Antoine, jeune étudiant reçoit cet objet. Il a hâte de faire la lumière sur ce don afin de découvrir qui est Nicolas Flamel...
- Michael Scott, dans une série de 6 livres intitulés Les Secrets de l'immortel Nicolas Flamel : L'Alchimiste, 2008 ; Le Magicien, début 2009 ; L'Ensorceleuse, fin 2009 ; Le Nécromancien, 2010 ;  Le Traître  en 2012 ; L'Enchanteresse en 2013, Pocket Jeunesse.
- Léo Larguier, Le Faiseur d'or Nicolas Flamel, 1936, J'ai lu, L'Aventure mystérieuse n° A220.
- Évelyne Brisou-Pellen, La griffe des sorciers, 1996, Éditions Rageot : apparition de Nicolas Flamel et Pernelle.
- Marie Desplechin, Verte, 1996, L'École des loisirs : l'équipe contre laquelle Soufi joue au football, quand il est rendu invisible, vient du collège Nicolas Flamel.
- J. K. Rowling, Harry Potter à l'école des sorciers, 1997 : personnage mentionné mais jamais rencontré, Flamel y est le créateur de la pierre philosophale, au cœur de l'intrigue, grâce à laquelle sa femme, Pernelle, et lui sont encore en vie ; ils acceptent finalement de mourir après la destruction de la pierre. Il s'agit d'un clin d'œil historique de la romancière.
- Éric Boisset, la Trilogie d'Arkandias (tome 1) : il est cité.
- Éric Giacometti, Jacques Ravenne, Le Frère de sang, 2007 : thriller maçonnique dont Flamel est un des personnages.
- Corinne De Vailly, Les Pièces d'or de Nicolas Flamel, coll. « Phoenix : détective du temps ».
- Janine Durrens, Pernelle et Nicolas Flamel : roman, Calviac-en-Périgord, Éd. du Pierregord, coll. « Pierrefeu », 2008, 477 p. (ISBN 978-2-352-91011-4, OCLC 470745488, BNF 41209823).
- Matthieu Dhennin, Saltarello, Actes Sud, 2009.
- Henri Loevenbruck, Les Cathédrales du vide, 2009, Flammarion, Nicolas Flamel dans le cadre d'une lettre-testament dont des extraits sont distillés tout au long du roman nous raconte sa véritable histoire, rappelle qu'il n'a été aucunement alchimiste et révèle qu'il a pourtant découvert un secret.
- Patrick Mc Spare, Les héritiers de l'aube, t. 1 : Le Septième Sens, Paris, Scrineo, 2013 (ISBN 978-2-367-40077-8)
- Dan Brown, Da Vinci Code, 2003 : Mentionné comme nautonier du Prieuré de Sion, de 1398 à 1418
- Pierre Pevel dans Le Paris des merveilles : les enchantements d'Ambremer
- Victor Hugo dans Notre-Dame de Paris
- Karim Berrouka dans Le truc qui ressemble à une machine
- Alexandre Dumas, Joseph Balsamo, volume 3, chapitre l'or, édition 1872.

### Bandes-dessinées et dessins animés
- Le Faiseur d'or, 1977, 20e album des Aventures de Spirou et Fantasio : il est l'inventeur d'une machine à faire de l'or.
- La Guerre des génies, 1983, dans la série Léonard : il apparaît lors de disputes entre Léonard et Albert.
- Le Secret de Nicolas Flamel, 1989, histoire courte réalisée par Bom et Seron dans l'album d'hommage à Gil Jourdan et Maurice Tillieux Les Enquêtes de leurs amis.
- Willy Vassaux, Les Philosophes par le feu / Nicolas Flamel, 1990 : personnage principal.
- Le Testament de l'alchimiste (1re et 2e partie) de la série télévisée Blake et Mortimer, 1997.
- Belphégor, « Le secret de maître Flamel ».
- Fullmetal Alchemist: Brotherhood (saison 1, épisode 7) : Edward Elric mentionne le « codex de Flamel » qui parle de la pierre philosophale, 2005.
- Le frère de sang, 2016, trois albums autour de l'alchimie et de Nicolas Flamel.

### Jeux vidéo et jeux de société
- Assassin's Creed Unity, 2014, une série de trois missions intitulées Le secret de Flamel vise à retrouver le laboratoire de Nicolas Flamel dans Paris et à s'emparer de son Élixir de vie avant les membres d'un culte monastique.
- Full Metal Daemon Muramasa, 2009.
- Artus et le Grimoire Secret, 2004.
- L'école de Nicolas Flamel, 2021, de Lalex Andrea, publié par Jyde Games.

### Extraits de textes
1. ↑  Guillebert de Mets Description de la ville de Paris (1434) : « Gobert le souverain escripvain qui composa l'art d'escripre et de taillier plumes, et ses disciples par leur bien escripre furent retenus des princes, comme le jeune Flamel, du duc de Berry ; Sicart, du roy d'Angleterre ; Guillemin, du grand ministre de Rodes ; Crespy, du duc d'Orléans ; Perrin de l'Empereur Sigemundus de Romme » - « Item Flamel l'aisné, escripvain qui faisoit tant d'aumosnes et d'hospitalitez et fit plusieurs maisons ou gens de mestiers demouroient en bas et du loyer qu'ils paioent, estoient soutenus povres laboureurs en haut. »
2. ↑  H. Verlet Épitaphier du vieux Paris : IV Les Saints Innocents Paris, 1989, p. 125-126 cité par Wilkins 1993, p. 49-50 :

NICOLAS FLAMEL ET PERNELLE SA FEMME

LES POVRES AMES TRESPASSEES

QUI DE LEURS HOIRS SONT OUBLIEES

REQUIERENT DES PASSANS PAR CY

QU'ILS PRIENT A DIEU QUE MERCY

VEUILLENT AVOIR D'ELLE ET LEUR FACE

PARDON ET A VOUS DONT SA GRACE

L'EGLISE ET LES LIEUX DE CEANS

SONT A PARIS MOULT BIEN SEANS

CAR TOUTE POVRE CREATURE

Y EST RECEU A SEPULTURE

ET QUI BIEN Y FERA SOIT MIS

EN PARADIS ET SES AMIS

QUI CEANS VINT DEVOTEMENT

TOUS LES LUNDIS OU AUTREMENT

ET DE SON POUVOIR A FAIT DONS

INDULGENCE A ET PARDONS

ESCRITS CEANS EN PLUSIEURS TABLES

MOULT NECESSAIRE ET PROUFITABLE

NUL NE SAIT QUE TELS PARDONS VAILLENT

QUI DURENT QUAND D'AUTRES BIENS FAILLENT

DE MON PARADIS POUR MES BONS AMIS

DESCENDU JADIS POUR ESTRE EN CROIX MIS
3. ↑  Inscription de la pierre tombale de Nicolas Flamel :
FEU NICHOLAS FLAMEL IADIS ESCRI

VAIN A LAISSE PAR SON TESTAMENT A

LEUVRE DE CESTE EGLISE. CERTAINES

RENTES ET MAISONS QUI AVOIT

ACQUESTES, ET ACHATES A SON VI

VANT. POUR FAIRE CERTAIN SERVICE

DIVIN. ET DISTRIBUTIONS D'ARGENT

CHASCUN AN. PAR AUSMONE TO

CHANS LES QUINZE VINS. LOSTEL DI

EU ET AUTRES EGLISES ET HOSPITAUX A PARIS.

SOIT PRIE POUR LES TREPASSEZ
4. ↑  « Nicolas Flamel Parisien trouva ce livre composé par Almaseti, ce que ledit Flamel mesme tesmoigne par ce qui s'ensuyt qu'on a trouvé signé de sa main en un vieil exemplaire. Je Nicolas Flamel, pauvre escrivain et libraire natif de Paris, demeurant au coing de la rue de Marivaulx, par la souveraine bonté et grace de Dieu, trouvay en reliant un libre le livre cy dessus transcript, auquel me suis esbatu de cest long tems le contenu, lequel livret par la grande grace de Dieu m'a donné tant de biens, que j'ay conquis seigneurie de sept paroisses autour Paris […], et tant en ay fait qu'en mon testament j'ay laissé en peuses aulmosnes plus de quatre mil escus d'or, comme peult aperre par mong testament signé et escript de ma main. »
5. ↑  « Aussi vint‑elle (sa richesse) aux oreilles du Roy, qui envoya chez luy Monsieur de Cramoisy, Me des Requestes, pour sçavoir si ce qu’on luy en avoit raconté estoit veritable ; mais il le trouva dans l’humilité, se servant mesme de vaisselle de terre. Mais pourtant on sçait par tradition, que Flamel se declara a luy, l’ayant trouvé honneste homme, & luy donna un matras plein de sa poudre, qu’on dit avoir esté conservé long‑temps dans cette famille, qui l’obligea a garantir Flamel des recherches du Roy ».
6. ↑  récit raconté par l'auteur anonyme de la biographie de l'astrologue Jean-Baptiste Morin (1583-1656) La Vie de maistre Jean-Baptiste Morin, docteur en médecine et professeur royal aux mathématiques à Paris (1660) p. 41-44 cité par Albert Poisson Nicolas Flamel: sa vie - ses fondations - ses œuvres (1893) p. 112-114 « L'autre personne avec laquelle Morin a souvent pris plaisir de s'entretenir est M. de Chavigny, qui avoit esté présent à l'espreuve que du Bois fit de sa poudre de projection, à la veüe et soubs la main du Roy, et qui fut chargé de cet or nouvellement fabriqué pour en faire faire l'examen par l'essayeur de la monnoye, qui après la dernière espreuve, le déclara plus fin que celui dont on se sert ordinairement, et ce qui le surprit, quoy qu'il soit aisé d'en donner la raison, fut qu'il le trouva plus après l'opération qu'il ne l'estoit auparavant. Or, comme cette histoire, l'une des plus curieuses sans doute de celles qui ont entretenu le siècle présent, a eu des faces bien différentes, j'ay creu qu'il ne seroit pas tout à faict hors de propos de luy son véritable jour et de dire à l'honneur de la chymie et pur amour de la vérité qu'il n'y eut aucune fourbe à l'espreuve que du Bois fit de sa poudre ; le Creuset fut pris sans affectation chez un marchand, M. de Chavigny ramassa dans les bandoüillières des gardes des balles de plomb qui furent fondues et sa Majesté mit elle-même la poudre qui luy fut donnée en très petite quantité dans un peu de cire, après l'avoir entortillée dans du papier pour la tenir plus facilement; mais d'où vient donc le traitement que l'on fit à Dubois, c'est un ressort caché de la Providence, ce que j'en ay apris, est que l'on voulut tirer son secret et soit qu'il s'oppiniastra à ne point le donner, ou qu'il ne fut pas l'autheur de la poudre, comme il y en a bien de l'apparence, on se lassa de ses remises, on le fit arrester à Ruel, où il alloit souvent conférer avec son Eminence et sous prétexte de la seureté de sa personne, on luy donna le bois de Vincennes et des gardes du corps pour luy tenir compagnie. Le régal luy sembla bien fascheux et lui parut d'autant plus rude qu'il n'avoit point cherché, au contraire qu'il avoit fuy autant qu'il avait peu, se faire cognoistre à la Cour. La nécessité seule et fatale de conserver la liberté qu'il s'estoit procurée par la sortie de son couvent, luy ayant fait consentir de se déclarer au père Joseph qui après un examen fort exact et chez les religieuses du Calvaire, le déféra à son Eminence, ainsi donc au lieu de profiter de ce traictement, il en devient moins traictable, et enfin s'échappa par ses paroles en de si grandes extrémités qu'on ne vit plus rien à faire que de luy donner des commissaires ; comme sa vie n'avoit pas esté régulière, quoy qu'il eust faict profession dans un ordre très régulier et très sainct, il ne leur fut pas difficile de trouver des sujets d'exercer la rigueur de la justice souveraine, dont ils estoient dépositaires. Dubois fut condamné à mort pour divers crimes et la souffrit par les mains du bourreau. Mais tant s'en faut que l'on faict le procès à son secret, que le cardinal de Richelieu, qui n'estoit point une duppe, l'a depuis faict rechercher dans un laboratoire, qu'il fit construire à ce dessein dans le château de Ruel, et dans lequel on a travaillé plusieurs années sur les papiers qui furent saisis à Paris, dans le temps que l'on arrêta ce malheureux à Paris. ».
7. ↑  Henri Sauval Histoire et recherches des antiquités de la ville de Paris qui ne fut publiée qu'en 1724 : Histoire et recherches des antiquités de la ville de Paris Paris, Charles Moette et Jacques Chardon, 1724. 3 tomes : « Les hermétiques qui cherchent par tout la Pierre Philosophale sans la pouvoir trouver, ont tant médité sur quelques portaux de nos Eglises, qu'à la fin ils y ont trouvé ce qu'ils pretendent. […] Tandis que ceux-ci ravis de découvrir tant de merveilles à Notre-Dame n'en sauroient sortir, de leur côté quelques-uns d'entre eux contemplant attentivement le Cheval de bronze du Pont-Neuf ; & d'autres encore au haut de la Tour Saint-Jacques la Boucherie mirent de près les figures des quatre coins pour y trouver les hieroglyphes de Flamel, bien qu'il soit mort en 1417 & que la Tour n'a été commencée qu'en 1468, ni le bœuf, ni l'aigle ni le lion posés qu'en 1526. Car ce Flamel ici est en telle réputation parmi eux qu'ils ne l'estiment guère moins que Guillaume de Paris, & veulent qu'en 1332 il souffla de sorte que son creuset valut bien le sien, aussi ne sont-ils pas paresseux à visiter souvent tous les lieux qu'il a bâtis. Ils se distillent l'esprit pour quintescencier des vers Gothiques & des figures, les unes de ronde-bosse, les autres égratignées, comme on dit, sur les pierres tant de la maison du coin de la rue Marivaux, que des deux Hopitaux qu'il a fait faire à la rue de Montmorenci. De là ils vont à Ste Genevieve des Ardens, à l'Hopital St Gervais, à St Côme, à St Martin & à St Jacques la Boucherie, où l'on voit des portes qu'il a fait construire, & où presque à toutes et encore ailleurs, se remarquent des croix qu'ils tiennent pour mystérieuses. Quatre gros chenets de fer dressés près le portail de l'Hopital St Gervais & à la rue de la Feronnerie, font encore de lui ce qu'ils pretendent, sans savoir pourquoi, ni ce qu'ils signifient. Ils en disent autant des demi-reliefs, des figures de ronde-bosse & de quelques peintures des Charniers de St Innocent ; et que même il les a expliqués dans le livre des figures Hieroglyfiques. Cependant, il est certain que ce livre est la traduction d'une piece Latine qu'on n'a jamais vue. » tome III, p. 56-57.
8. ↑  d'après Albert Poisson Nicolas Flamel : sa vie - ses fondations - ses œuvres 1893 p. 110 : « L'abbé Villain lui-même, rapporte, à titre de légende c'est vrai, le fait suivant : " Flamel il y a un nombre d'années fut rendre visite à M. Desalleurs, alors ambassadeur de France à la Porte. Et ce qui doit plus intéresser puisque le fait est presque présent, l'année dernière 1761, Flamel, Pernelle et un fils qu'ils ont eu dans les Indes, ont paru à l'Opéra. Un seigneur, instruit du jour où ces hommes merveilleux devaient se montrer, fut au spectacle, accompagné d'un peintre qui devait dessiner les trois prodiges " » ; ce passage doit se trouver dans la Vie de Nicolas Flamel et de Pernelle, sa femme (1762) de l'abbé Étienne-François Villain notice BNF - Thierry Halay dans Histoire des centenaires et de la longévité, L'Harmattan, 2007, p. 74 précise sans donner de source, qu'il s'agissait « de la première d'un opéra-comique de Favart, dans une salle de spectacle de la rue Royale, à Versailles » [lire en ligne].
9. ↑  […] il avait risqué peut-être son âme, et s'était assis dans la caverne à cette table mystérieuse des alchimistes, des astrologues, des hermétiques, dont Averroès, Guillaume de Paris et Nicolas Flamel tiennent le bout dans le Moyen Âge, et qui se prolonge dans l'Orient, aux clartés du chandelier à sept branches, jusqu'à Salomon, Pythagore et Zoroastre.
C'était du moins ce que l'on supposait, à tort ou à raison.
Il est certain que l'archidiacre visitait souvent le cimetière des Saints-Innocents où son père et sa mère avaient été enterrés, il est vrai, avec les autres victimes de la peste de 1466 ; mais qu'il paraissait beaucoup moins dévot à la croix de leur fosse qu'aux figures étranges dont était chargé le tombeau de Nicolas Flamel et de Claude Pernelle, construit tout à côté.
Il est certain qu'on l'avait vu souvent longer la rue des Lombards et entrer furtivement dans une petite maison qui faisait le coin de la rue des Écrivains et de la rue Marivaux. C'était la maison que Nicolas Flamel avait bâtie, où il était mort vers 1417, et qui, toujours déserte depuis lors, commençait déjà à tomber en ruine, tant les hermétiques et les souffleurs de tous les pays en avaient usé les murs rien qu'en y gravant leurs noms. Quelques voisins même affirmaient avoir vu une fois par un soupirail l'archidiacre Claude creusant, remuant et bêchant la terre dans ces deux caves dont les jambes étrières avaient été barbouillées de vers et de hiéroglyphes sans nombre par Nicolas Flamel lui-même. On supposait que Flamel avait enfoui la pierre philosophale dans ces caves, et les alchimistes, pendant deux siècles, depuis Magistri jusqu'au père Pacifique, n'ont cessé d'en tourmenter le sol que lorsque la maison, si cruellement fouillée et retournée, a fini par s'en aller en poussière sous leurs pieds.
10. ↑  ch. Les enfances de Zénon : « Pourtant Zénon s'inscrivit à Louvain, à l'École de théologie. […] Les adeptes de Nicolas Flamel reconnurent bientôt dans l'écolier frileux, toujours aussi à lire sous le manteau d'une cheminée, les signes d'une préoccupation alchimiques : une petite société d'esprits plus fureteurs et plus inquiets que les autres ouvrit ses rangs pour l'accueillir. Avant la fin du terme, il regardait de haut les docteurs en robe de fourrure […]. Peu à peu ce dédain s'étendit à ses amis cabbalistes eux-mêmes, esprits creux, gonflés de vent, gavés de mots qu'ils n'entendaient pas et les régurgitant en formules » - ch. L'abîme : « Jeune clerc, il avait lu dans Nicolas Flamel la description de l'opus nigrum, de cet essai de dissolution et de calcination des formes qui est la part la plus difficile du Grand Œuvre ».

### Sources et études anciennes
- Guillebert de Mets, Description de la ville de Paris, 1434 ((en) en ligne sur princeton.edu)
- Les bibliotheques françoises de La Croix du Maine, 1584, [lire en ligne] et de Antoine du Verdier (1585) [lire en ligne] - articles Nicolas Flamel
- Pierre Borel, Tresor de recherches et antiquitez gauloises et françoises, 1655, article « Nicolas Flamel », p. 158–163 [lire en ligne]
- Henri Sauval (1623-1676), Histoire et recherches des antiquités de la ville de Paris, publiée en 1724
- Nicolas Lenglet-Dufresnoy, J. M. d. R. (Jean Maugin de Richebourg), William Salmon, Bibliothèque des philosophes chimiques, 1741, [lire en ligne]
- Étienne François Villain, Essai d'une histoire de la paroisse de St. Jacques la Boucherie: où l'on traite de l'Origine de cette Église, de ses Antiquités, 1758, [lire en ligne]
- Étienne François Villain, Histoire critique de Nicolas Flamel et de Pernelle sa femme: recueillie d'actes anciens qui justifient l'origine & la médiocrité de leur fortune contre les imputations des alchimistes : on y a joint le testament de Pernelle & plusieurs autres pièces intéressantes, 1761, [lire en ligne]
- Jacques Albin Simon Collin de Plancy, Dictionnaire des sciences occultes ou Répertoire universel des êtres, des personnages, des livres, 1846, [lire en ligne]
- M. Vallet de Viriville, Des ouvrages alchimiques attribués à Nicolas Flamel in Mémoires de la Société nationale des antiquaires de France, 1857, p. 172–197 [lire en ligne]
- Louis Figuier, L'Alchimie et les alchimistes : essai historique et critique sur la philosophie hermétique L. Hachette & Cie, 1860, [lire en ligne] - chapitre « Nicolas Flamel », p. 195–230
- Albert Poisson, Nicolas Flamel, sa vie, ses fondations, ses œuvres. Suivi de la réimpression du Livre des figures hiéroglyphiques de N. Flamel et de la lettre de dom Pernety à l'abbé Villain avec la réponse de ce dernier, 1893, rééd. Nicolas Flamel Histoire et légende [lire en ligne] (extraits)
- Nicolas Flamel - Le Livre des figures hiéroglyphiques. Le sommaire philosophique. Le désir désiré, avant-propos de René Alleau, étude historique par Eugène Canseliet, texte revu et annoté par Maxime Préaud, Denoël, 1970
- Élie-Charles Flamand, Nicolas Flamel, sa vie, ses œuvres. Le Sommaire Philosophique - Le Livre des Laveures - Le Brévière - Les Figures Hiéroglyfiques, Éditions Pierre Belfond, 1973, réédité par Le Courrier du Livre en 1989

### Ouvrages et études historiques modernes
- Claude Gagnon, Description du 'Livre Des Figures Hiéroglyphiques' attribué à Nicolas Flamel - Suivie d'une réimpression de l'édition originale et d'une reproduction des sept talismans du Livre d'Abraham, auxquels on a joint le Testament authentique dudit Flamel., Éditions de l'Aurore, Montréal, 1977
- Didier Kahn (textes établis et présentés par), Nicolas Flamel - Écrits alchimiques, Les Belles Lettres, coll. « Aux Sources de la Tradition », 1993.
- Nigel Wilkins, Nicolas Flamel. Des livres et de l'or, Imago, 1993 (présentation en ligne).
- Claude Gagnon, Nicholas Flamel sous investigation ; suivi de l'édition annotée du Livre des figures hiérophyphiques, Loup de gouttière, 1994.
- Marcel Aubert, La Maison dite de Nicolas Flamel rue Montmorency à Paris, Librairie Lacour, 1992.
- Claude Gagnon, François Béroalde de Verville alias Nicolas Flamel; L'invention du Livre des Figures Hiéroglyphiques, Presses Philosophiques, 2021.

#### Articles
- Robert Halleux, « Le Mythe de Nicolas Flamel ou les mécanismes de la pseudépigraphie alchimique », in Archives internationales d'histoire des sciences, Oxford, 1983, vol. 33, no 111, p. 234-255.
- Didier Kahn, « Recherches sur l’alchimie française des XVe, XVIe et XVIIe siècles », Chrysopœia, Milan, Archè, no 5 (1992-1996), p. 321-452.
  - 2. — « Un témoin précoce de la naissance du mythe de Flamel alchimiste : Le Livre Flamel (fin du XVe siècle) », p. 387-429.
  - 3. — « Un compagnon de fortune de Nicolas Flamel : Jacques Cœur alchimiste », p. 431-437.
- Claude Gagnon
  - « Découverte de l'identité de l'auteur réel du Livre des figures hiéroglyphiques », Anagrom, Paris, Éditions Maisonneuve et Larose, no 7-8, 1976, p. 106-107. Nicolas Flamel (1399) = François Béroalde de Verville (vers 1590).
  - « La place de Nicolas Flamel dans l'histoire des sciences », in Comprendre et maîtriser la nature au Moyen Âge, Mélanges d'histoire des sciences offerts à Guy Beaujouan, Champion, 1994, [lire en ligne]
  - « Isaac Newton lecteur de Nicolas Flamel », in Chrysopoeia, tome V, 1992-1996. p. 733-738.
  - « Le 'Livre d'Abraham le Juif' ou l'influence de l'impossible » in Kahn et Matton, Alchimie : art, histoire et mythes, 1995.
  - « Comparaison des deux versions latines du Livre des Figures hiéroglyphiques attribué à Nicolas Flamel », p. 61-70 in Richard Caron, Antoine Faivre, Joscelyn Godwin, Wouter J. Hanegraaff, Ésotérisme, gnoses & imaginaire symbolique : mélanges offerts à Antoine Faivre, Peeters Publishers, 2001.

### Autres études
- Gilbert Prouteau, Le Fabuleux Secret de l'alchimiste. Nicolas Flamel prophète ou imposteur ? (1999), éd. Christian de Bartillat.
- Jean-Michel Varenne, Nicolas Flamel - Son histoire, sa personnalité, ses influences, 2004, éd. De Vecchi.
- Roger Facon, Fulcanelli & les Alchimistes Rouges, Les éditions de L'Œil du Sphinx, 2016, 140 p. (ISBN 9791091506496)
- Virginie Tilmant, Nicolas Flamel. Un écrivain public en quête d'immortalité, Alleur, Marabout, collection « Histoire et mystères », 1996, 262 p.